# Montagne d'or (mine)
Vous lisez un « bon article » labellisé en 2017.
Montagne d’or est un projet d’exploitation minière d'une concession aurifère de l'ouest de la Guyane française porté par la Compagnie Minière « Montagne d'Or », une coentreprise de la société junior canadienne Columbus Gold, chargée de l'exploration, et de la société russe Nordgold, chargée de l’extraction.
Le projet a fait l'objet d'un débat public en 2018, durant lequel ont émergé, d'une part, une contestation de la part des citoyens, des élus et des associations, en particulier les organisations amérindiennes et le collectif Or de Question, et d'autre part, des soutiens au projet. Le projet est abandonné par le gouvernement en mai 2019, mais en septembre 2021, le média Reporterre révèle que le gouvernement soutient une relance du projet sous une forme différente. En février 2022, le Conseil constitutionnel rejette finalement la prolongation de la concession minière à la suite d'une saisie du Conseil d'État.

## Situation générale

### Situation géographique
Les concessions minières de Paul-Isnard, qui englobent le site de la « Montagne d'Or » se situent sur la commune de Saint-Laurent-du-Maroni, dans le département d'outre-mer français de Guyane. Elles se trouvent au sud de la ville de Saint-Laurent-du-Maroni à laquelle elles sont reliées par une piste forestière de 120 km, passant par la Croisée d’Apatou. Elles sont situées à 180 km à l’ouest de Cayenne à vol d'oiseau. Elles appartiennent au bassin du fleuve Mana qui a son embouchure près de l'estuaire du Maroni, entre les villages d'Awala-Yalimapo et de Mana. Le site Montagne d'Or est localisé dans une zone où l'activité minière est autorisée sous conditions, entre les deux parties de la réserve biologique intégrale de Lucifer Dékou Dékou, avec au sud le massif du Dékou-Dékou, et au nord celui de Lucifer, zones où l’activité minière est interdite.

### Situation géologique

Carte de la Guyane avec la localisation du projet de mine « Montagne d'Or » entre les deux réserves biologiques intégrales.

Les concessions minières se trouvent dans la province géologique de Mana–Iracoubo.
Le secteur de « Montagne d'or » se trouve dans la région des « Terres Hautes » guyanaises, au Nord du « Plateau Central » à dominante granitique, dans une région composée de roches du Paléoprotérozoïque, et plus précisément du Rhyacien. Il s'agit de roches volcaniques (basaltes et rhyolites) qui appartiennent à la ceinture de roches vertes du Paramaca. Ces roches correspondent aux parties érodées d'une séquence d'arc volcanique, formé entre 2,18  et   2,13 milliards d'années. Au cours de la formation de la chaîne de montagnes transamazonienne, ces roches ont été plissées pour former des synclinaux séparés par un ensemble de granites de composition sodique, le complexe central de TTG (Tonalite, Trondhjémite, Granodiorite), daté entre 2,15  et   2,12 milliards d'années.
Le gisement aurifère de Montagne d'Or est de type amas sulfuré volcanogénique. Sur ce secteur, les roches volcaniques sont composées de laves en coussins, témoignant d'éruptions sous-marines et de roches felsiques, résultant d'éruptions volcaniques explosives. Des intrusions de roches granitiques et des dykes de diabase tardifs recoupent l'ensemble. Les roches sont déformées selon une direction est-ouest et une forte schistosité témoigne de l’aplatissement des roches dans une zone de déformation. Le métamorphisme régional varie du niveau des schistes verts supérieurs à celui des amphibolites inférieurs. La minéralisation disposée selon deux zones principales et deux zones secondaires, est de forme disséminée ou en veinules. L'or est associé à de la pyrite, de la pyrrhotite et de la chalcopyrite, dans une zone riche en chlorite et séricite.
Le secteur de Montagne d'Or est localisé vers la base du versant nord du massif du Dékou-Dékou, proche d'une vallée, dépression topographique, entre deux reliefs importants que sont les massifs de Lucifer et du massif du Dékou-Dékou. Côté nord les pentes sont progressives tandis que le versant sud  du massif du Dékou-Dékou est très abrupt. Le versant-nord comporte plusieurs secteurs de forte instabilité (constatée ou potentielle), due à l'altération superficielle plus forte au niveau des formations schisteuses, ayant provoqué des glissement de terrain dont le matériel s'est accumulé au pied du versant nord.
Le sous-sol est surtout composé de roches altérées (saprolite et latérite) pouvant atteindre 50 mètres d’épaisseur. Les sols sont latéritiques et acides, la couche de terre végétale est très mince   sur les zones lessivées et plus épaisse sur les zones protégées par un couvert végétal.

## Historique général des concessions Paul Isnard
L'or guyanais est exploité depuis le milieu du XIXe siècle et sur le site Paul Isnard depuis la fin du XIXe siècle. Aujourd'hui, l'or est extrait des alluvions des rivières (or alluvionnaire), ou directement dans la roche mère (or primaire), par des sociétés minières légales et - en quantités inconnues par des orpailleurs illégaux.
Plusieurs gisements potentiels, plus importants et plus profonds ont été pressentis en Guyane depuis les années 2000, dont celui de Montagne d'Or confirmé par plus d’une cinquantaine de forages au diamant principalement réalisés par Guyanor Ressources et Golden Star Resources de 1996 à 1998,.

### Premières exploitations de l'or alluvionnaire

Historique des entreprises concessionnaires du secteur Paul Isnard entre 1994 et 2017.

Le site aurifère « Paul Isnard », du chercheur d'or du même nom, comprend des concessions minières exploitées depuis le XIXe siècle. La découverte d'or alluvionnaire dans la région de la moyenne Mana date de 1873 avec les placers « Pas-Trop-Tôt » et « Enfin ! » (découvert par Léonce Melkior en 1875), puis avec les frères Ernest et Paul Isnard, ce dernier ayant donné son nom à l'ensemble des concessions concernées par le projet.
Plusieurs concessions minières sont instituées sur la zone entre la fin du XIXe siècle et le début du xxe siècle.
En 1940, après une trentaine d'années durant lesquelles l'industrie aurifère guyanaise est délaissée et les placers envahis par les maraudeurs, est créée la Société d'études et d'exploitations minières de l'Inini (SEEMI),. Elle installe un camp à Bœuf-Mort en 1942, réalise des prospections à Dékou-Dékou et ouvre la piste jusqu’à Paul Isnard. Elle devient en 1947 la Société d’exploitation minière de l’Inini (SEMI) et la direction technique est confiée à la Compagnie équatoriale de mines (CEM).
En 1949 la CEM et la SEMI, avec le jeune Bureau minier guyanais, ayant pour vocation de promouvoir la recherche et l’exploitation des ressources du sous-sol sur le territoire de la Guyane, et la Compagnie Tanon, créent le « Syndicat Paul Isnard » pour reprendre l'exploration du secteur. Une amodiation des titres miniers est réalisée au profit du Bureau de recherches géologiques et minières. Les prospections réalisées entre 1951 et 1953 évaluent une ressource de 6 tonnes d'or alluvionnaire et une galerie est creusée au pied de la montagne Dékou-Dékou. En 1965 est créée la Compagnie minière Paul-Isnard avec des capitaux américains, qui devient sous-amodiataire du BRGM fin 1966.
Au-delà des exploitations aurifères, le botaniste français Jean-Jacques de Granville cite en 1975 pour la première fois la zone de Paul-Isnard comme étant d'un grand intérêt pour son patrimoine naturel : « L'intérêt minier de la zone intermédiaire entre les massifs de Lucifer et du Dékou-Dékou est très important. En décembre 1995 est créé une réserve biologique domaniale de 110 818 ha recouvrant l'actuelle réserve biologique intégrale et la partie intermédiaire.
De 1975 à 1995, pour le Ministère de l’Industrie, le Bureau de recherches géologiques et minières (BRGM) dresse un inventaire minier de toute la Guyane. En 1976, il repère pour la première fois des traces d'or dans le sol du secteur. Au début des années 1980 il se recentre sur la recherche de minéralisations en or et fait état de traces discrètes d' « hydrothermalisme précoce transposé par les tectoniques ultérieures […] soupçonnées dans [les secteurs de] la Montagne d'or dans la région de Paul-Isnard » où des « disséminations sulfurées » et des « minéralisations discordantes polymorphes » évoquant de potentiels filons d'or primaires, dont l'exploitation nécessiteraient toutefois « une forte capacité industrielle ».
En 1986, selon un rapport du BRGM la CPMI est « dans un état de délabrement total et dans les derniers spasmes de l’agonie ». Après sa liquidation, les travaux seront poursuivis par la Société de travaux publics et de mines aurifères en Guyane (SOTRAPMAG), créée le 24 octobre 1986. La propriété des concessions passe de la SEMI, à la Compagnie générale équatoriale et, après plusieurs évolutions et absorptions, à la société Alcatel-Alsthom-CGE.

### La SOTRAPMAG avant 2008
De 1986 et 1997, la Société de travaux publics et de mines aurifères en Guyane (SOTRAPMAG) continue à exploiter l’or alluvionnaire et installe une base vie dans le village de Citron, qui compte alors 150 personnes, avec une école et une infirmerie. La société Guyanor est créée en 1993 et rachète en 1994 la SOTRAPMAG, propriétaire d'un total de 8 concessions minérales sur le site de Paul-Isnard valables jusqu'au 31 décembre 2018. Elle y exploite l'or alluvionnaire jusqu'en 1997, enregistrant chaque année des pertes d'exploitation. Fin décembre 1995, dans le cadre de la politique de centralisation de ses activités sur les télécommunications, la société Alcatel-Alsthom vend les concessions Paul Isnard à la SOTRAPMAG. En septembre 1994 le BRGM indique renoncer à tous ses droits sur les gisements primaires situés sur les concessions de Paul-Isnard, en faveur de Guyanor, en échange de la somme de 381 122,54 € (plus tard transformée en 38 112,25 € et 2,5 % des revenus nets qui pourraient éventuellement être dégagés du projet Paul-Isnard).
En 1995 un arrêté du ministre de l'Agriculture définit la réserve biologique domaniale de Lucifer Dékou-Dékou pour une superficie de 110,818 ha.
Entre 1996 et 1998, puis en 2001, 2007 et 2008, la société Golden Star Resources et sa filiale Guyanor continuent l'exploration, dont par forages au diamant, identifiant un gisement potentiel important d'or sur le site Montagne d′Or,. Entre 1996 et 1998, ces phases d'exploration se font notamment grâce à l'investissement de la société américaine ASARCO Inc..
Pendant ce temps, entre 2000 et 2008, la COTMIG continue l'exploitation de l'or alluvionnaire en payant une redevance à la SOTRAPMAG.
En 2004, une restructuration entre Golden Star Resources et Guyanor se met en place pour éponger les dettes de cette dernière, et, en 2004, Guyanor devient EURO Ressources,. En 2008, elle rachète ses parts et se dissocie de Golden Star.

### 2008-2010 Renouvellement du PER et transferts de la concession
En 2008, le groupe EURO Ressources, au travers de la SOTRAPMAG, demande le renouvellement du permis exclusif de recherches (PER de Paul-Isnard) pour le site Paul Isnard et les 8 concessions de minerai d'une superficie de 140 km2. Il s'engage dans le même temps à investir 600 000 € supplémentaires en dépense d′exploration.
En novembre 2009, EURO/SOTRAPMAG conclut un accord à l'amiable avec Golden Star Resources concernant un litige sur la propriété du site Paul Isnard. Cet accord comprend le transfert de la SOTRAPMAG, demandeuse du permis exclusif de recherches (PER), à Golden Star Resources en échange d'une redevance sur la production en or du site de Paul Isnard. Cette redevance est égale 10 % de la production (jusqu'à 2 millions d'onces) et 5 % de la production (entre 2  et   5 millions d'onces) multiplié par la différence entre le prix du marché de l'or et 400 $. En décembre 2009, Golden Star Resources notifie EURO que le PER sera transféré à une tierce-partie : la SA Auplata, présidée, à l'époque par Jean-Pierre Gorgé, puis, depuis par Jean-François Fourt, également président de la société minière Luxembourgeoise OSEAD active en Afrique. La transaction est estimée à 1 500 000 $ (750 000 $ pour le permis et 750 000 $ pour les concessions).

### 2010-2014 Exploration par Columbus Gold
Dès 2010, SOTRAPMAG entreprend un programme d'exploration par carottage du gisement. En novembre 2010, Auplata signe un accord de coentreprise avec la société d'exploration et de développement aurifère canadienne Columbus Gold qui se transforme en rachat complet des concessions Paul Isnard par cette dernière trois ans plus tard,.
Dès 2011, Columbus Gold mène des travaux d’exploration minière plus poussés sur le gisement de Montagne d'Or.
En 2012, un arrêté ministériel (du 27 juillet) crée la réserve biologique intégrale de Lucifer Dékou Dékou sur deux sections totalisant 64 373 ha en réduisant la surface de la réserve biologique domaniale existante. Cette redéfinition des contours de la réserve résulte d'un équilibre entre la volonté du Conseil national de la protection de la nature de ne pas voir d'activité minière dans la réserve et le schéma départemental d'orientation minière de Guyane classant la zone intermédiaire en zone ouverte à l'activité minière.
Fin 2012, Columbus Gold après une série de 45 sondages supplémentaires (15 824 m de carottage) conclut que le potentiel du site a été sous-estimé (de 184 % selon l’entreprise).
En 2013 (16 janvier) Columbus Gold (présent depuis 2011) acquiert la totalité du capital social de la SOTRAPMAG (qui devient alors, une filiale à 100 % de Columbus Gold),
En 2013, Auplata détient encore près de 30 % des parts de Columbus Gold et ne se départira de la totalité qu'en mai 2016. En septembre 2013, Columbus Gold signe un protocole d'accord avec Nordgold, ratifié le 13 mars 2014, qui permettra à Nordgold de devenir actionnaire majoritaire (en acquérant 50,01 % des parts du projet « Montagne d'Or » et de certains autres titres miniers du projet Paul Isnard) en échange d’un apport d’au moins 27 millions de dollars sur 3 ans, et moyennant un paiement à Columbus Gold de 4,2 millions de dollars en espèces au plus tard le 21 mai 2014. Ces 4,2 millions de dollars constituent une contrepartie de l'achat par Columbus Gold d'une redevance sur le projet aurifère de Paul Isnard.
En novembre EURO Ressources transfère à Columbus Gold ses droits sur la redevance due par Auplata (selon l'accord signé avec Golden Star Resources) en échange de liquidités, revenu net de fonderie et des parts dans la société Columbus Gold (fin 2016, EURO détiendra 13,4 % des parts de Columbus Gold).

### 2014-2017 Études par Columbus Gold
En 2015, sur la base des résultats d’une campagne de sondages par forage (« maille de forage aux 50 mètres sur toute l'étendue latérale du gisement et jusqu'à une profondeur verticale de 200 mètres, et inclut des forages aux 25 mètres sur certains secteurs prioritaires. »), Columbus Gold finalise l'évaluation économique préliminaire du gisement. Selon ses promoteurs le projet sera peut-être la plus grande mine d’or de Guyane.
Fin 2015, la compagnie Iamgold lance une OPA et devient propriétaire à près de 90 % de la société EURO Ressources,.
Mi-2016, le contrat d'amodiation entre la SOTRAPMAG et Auplata, signé en décembre 2014 au profit d'Auplata, est validé le 15 juillet par le ministre chargé des mines. il concerne la gestion de 7 des 8 concessions de Paul-Isnard, excluant celle de Montagne d'Or,,. Le même mois, la SOTRAPMAG, qui exploite et explore le site depuis des décennies pour plusieurs entreprises-mère, et filiale de Columbus Gold depuis 2013, prend le nom de « Compagnie Minière Montagne d’Or S.A.S. », et la « Compagnie Minière Montagne d'Or » se voit également attribuer deux nouveaux permis exclusifs de recherche (dit « Permis Bernard » - 29 km2 et « Permis Cigaline » 24,4 km2) sur les zones adjacentes à concession entourant le camp « Bœuf Mort » pour une durée de 5 ans. L'objectif pour la compagnie est d'étudier si le filon aurifère s'étend vers l'Est ou l'Ouest. Sur cette période, la société s'est engagée à investir respectivement 675 000 euros et 930 000 euros sur les permis « Bernard » et « Cigaline ».
En 2017 une étude de faisabilité conclut qu'une exploitation minière à ciel ouvert pourrait produire 237 000 onces d'or par an (environ 7,3 tonnes d'or) pendant les 10 premières années à une teneur moyenne de 1,73 g/t.

### 2017-2018 Demandes d'autorisation et débats publics
En 2017, la compagnie NordGold devient (le 14 septembre) actionnaire majoritaire avec 55,01 % des parts de la compagnie Montagne d'Or. Elle nomme à sa tête Pierre Paris.

#### Or alluvionnaire (Bœuf Mort)
En 2017 s'ouvre (29 juin-29 juillet) l'enquête publique relative à la demande d'autorisation d’ouverture de travaux miniers (AOTM) concernant l’exploitation d’or alluvionnaire par la Compagnie Minière Montagne d’Or sur la concession no 215-C02/46. Le 20 juillet, elle est prolongée de 4 semaines, jusqu'au 25 août inclus. Cette demande d'autorisation est contestée, parfois vivement par des associations de protection de l'environnement et des représentants amérindiens,. En novembre 2017, le commissaire enquêteur donne un avis favorable à la demande de l'industriel, validée par arrêté préfectoral le 13 décembre.

#### Mine industrielle à ciel ouvert (Montagne d'Or)
Fin juin 2017, la compagnie Montagne d'Or saisit la Commission nationale du débat public (CNDP) pour la désignation d'un garant dans le cadre de la concertation qu'elle souhaite organiser, ce que cette dernière juge irrecevable début juillet,.
En aout 2017, l'association France Nature Environnement saisit également la CNDP.
La compagnie Montagne d'Or annonce un débat public au quatrième trimestre 2017 et saisit à nouveau la commission début septembre pour demander la désignation d'un garant : sa demande est à nouveau jugée irrecevable tandis que la demande de France Nature Environnement est acceptée.
À la fin de l'été 2017 le collectif « Or de Question » multiplie ses actions contre le projet, dont avec un meeting intitulé « La vérité sur la Montagne d'Or » sur la place des Palmistes devant 300 personnes.
Du 7 mars au 7 juillet 2018 le débat public est organisé par la commission nationale du débat public qui rend son rapport en septembre 2018, tandis que la mission interministérielle chargée d'étudier l’organisation de la filière minière de l’or doit rendre son rapport en novembre 2018. Après le débat public, la Compagnie minière Montagne d'Or dira si elle poursuit ou non le projet. Le cas échéant, elle devra déposer une demande d'autorisation environnementale unique. Après instruction du dossier par les services de l’État, le projet sera alors soumis à enquête publique.

### 2019-2021 Procédures administratives

#### Or alluvionnaire
En février 2019, le juge administratif de Cayenne donne raison à l’association Maïouri Nature Guyane, dans son recours contre l'arrêté du 13 décembre 2017 par lequel le préfet de la Guyane a autorisé la société Montagne d’or à ouvrir les travaux d’exploitation d’or alluvionnaire sur le site “Boeuf mort”.

#### Mine industrielle
Le début de l'extraction par la Compagnie Minière Montagne d'Or était originellement prévu pour 2022.

##### Communication sur l'évolution du projet
Après le recours de la compagnie en 2019, le gouvernement annonce officiellement en mai que le projet est abandonné. La compagnie « Montagne d'Or » indique prendre acte de la position du gouvernement mais précise que cette annonce est dénuée de base juridique et que le projet va encore évoluer avant son lancement.
Un rapport interministériel sur le projet de la mine « Montagne d'Or » sorti fin 2019 se montre plutôt favorable à celui-ci
En janvier 2020, Columbus Gold devient Orea Mining et annonce préciser et modifier le projet pour le milieu d'année pour répondre aux exigences. A la même période, le gouvernement réaffirme son opposition au projet. A la fin de la même année, la compagnie précise avoir clôturé l'ensemble des études environnementales et d'ingénierie complémentaires, et considère qu'aucun obstacle ne s'oppose à la poursuite du projet.
En septembre 2021, juste avant l’ouverture du Congrès Mondial de la nature, Orea Mining (second actionnaire de Montagne d'or), dit vouloir modifier son projet pour le verdir. En parallèle les actionnaires de l'entreprise russe Nordgold entament un contentieux arbitral international contre l'état français, exigeant plusieurs milliards de dollars de compensation au non-renouvellement des concessions,.
À la suite des sanctions américaines sur Nordgold dues à l'invasion russe de l'Ukraine en 2022, Orea Mining entame en urgence des négociations pour obtenir 100% de l'entreprise Montagne d'or. L'accord final a été annoncé en janvier 2023, faisant perdre à Nordgold ses intérêts dans le projet.

##### Dernier recours administratifs
Le 22 février  et le 14 mars 2019,, la compagnie « Montagne d'Or » dépose des recours au tribunal administratif de Cayenne contre le refus implicite de leur demande de prolongation de leurs concessions pour 25 ans par le gouvernement. Ce refus résulte de l'absence de réponse à la compagnie qui en a fait en décembre 2016, (l'absence de réponse durant 2 ans équivaut à un refus).
Le 24 décembre 2020 le tribunal administratif, suivant l'avis du rapporteur public, répond au recours de la compagnie « Montagne d'Or » et enjoint au gouvernement de prolonger les concessions d'Elysée (C03/48) et de BOeuf Mort (C02/46) et d'en fixer la durée sous 6 mois. Les associations opposées au projet reprochent au gouvernement de ne pas avoir défendu le dossier suffisamment face au tribunal administratif . Aucun représentant n'était présent lors de l'audience au tribunal administratif le décembre 2020 pour soutenir la légalité du refus.
En janvier 2021, Le gouvernement dépose un recours auprès de la Cour administrative d'appel de Bordeaux contre la décision du tribunal administratif de Cayenne et en juillet la cour administrative confirme l'annulation des refus du tribunal de Cayenne,.
Le 10 décembre 2021, la Commission départementale des mines de Guyane vote contre le renouvellement des concessions de la société Montagne d'or, à Saint-Laurent-du-Maroni et Apatou (malgré un avis favorable quelques mois plus tôt) et dans le même mois la Direction générale des territoires et de la mer émet un avis défavorable au renouvellement des concessions minières de la Compagnie de la Montagne d’or. Et en février 2022 le Conseil constitutionnel censure la prolongation automatique des concessions sur lequel s'est basé le tribunal de Cayenne,.
Au vu de cette évolution, le Conseil d'État annule en octobre 2023 les arrêts de la cour administrative d'appel de Bordeaux et en février 2024 la cour administrative d'appel du tribunal de Bordeaux rejette finalement la requête de la société Compagnie minière Montagne d'Or, mettant un point final au projet,. Le 26 novembre la Cour Administrative d’Appel de Bordeaux confirme que le refus de renouvellement des concessions par l’État français est légal au vu des dispositions du nouveau code minier, et donc que les concessions ne seraient pas prolongées, estimant que le projet « présente un risque d'atteintes graves à l'environnement », la considérant comme « extrêmement polluante » en raison de « l'importance » de sa dimension industrielle,.

## Caractéristiques du site d'exploitation

Carte détaillée des 10 concessions et des 2 PER.

### Ensemble de concessions «Paul Isnard»
Le projet Montagne d'Or est situé sur l'une des 8 concessions minières qui appartiennent à la Compagnie Montagne d'Or (binôme Columbus Gold/Nordgold), sur le secteur de Paul-Isnard. Deux autres concessions appartiennent à la société Tanon. La superficie additionnée de ces 8 concessions, toutes valides jusqu'au 31 décembre 2018, est d'environ 150 km2. La concession visée essentiellement pour l'exploitation industrielle du gisement aurifère Montagne d'Or est la plus au Sud (no 215 - C02/46), qui comprend l'ancien camp de « Bœuf mort ». La compagnie minière Montagne d'Or détient, par ailleurs, deux permis exclusifs de recherches dits « Bernard » et « Cigaline ».
En raison de la sensibilité des milieux la zone du projet est classée en type 2 (« prospection et d'exploitation minières sous contraintes ») selon Schéma Départemental d’Orientation Minière (SDOM) de 2011. Le SDOM a fait l'objet « d'une concertation élargie avec les collectivités territoriales de Guyane, les acteurs économiques concernés, les associations de protection de l'environnement, les syndicats compétents en matière de l'environnement naturel et humain, de biodiversité et de géologie », et la définition des limites de cette zone a fait l'objet d'un accord particulier avec les sociétés titulaires des permis miniers en février 2010. Elle est située entre les deux parties de la  Réserve biologique intégrale de Lucifer Dékou Dékou classées en type 0 (interdite à l'exploitation minière). La concession n°C02/46/46 et le PER 75/99A empiètent au sud sur le massif de Dekou Dekou, dans la Réserve biologique intégrale, constituant une exception au type 0 et dès lors classé en type 1 (« espaces ouverts aux seules recherche aérienne et exploitation souterraine »).
La Réserve biologique intégrale de Lucifer Dékou Dékou équivaut aussi à deux zones naturelles d'intérêt écologique, faunistique et floristique (ZNIEFF) de type I comprises dans une plus grande ZNIEFF de type II qui recouvre partiellement ou totalement les différentes concessions de l'ensemble « Paul-Isnard »,,.
Le Code Minier veut que les concessions à durée illimitée (comme la concession C02/46) expirent au 31 décembre 2018,, mais ajoute qu'une prolongation de 25 ans sera accordée sur simple demande au Ministre chargé des Mines et à la DEAL Guyane à condition que la personne qui la possède puisse justifier d'une production aurifère légale à cette date, faute de quoi une nouvelle demande de concession devra être soumise au ministre chargé des mines et mise en concurrence.
| Propriétaire            | En gestion                     | Numéro de concession   | Date d'octroi | Date de validité                      | Superficie approximative, | Acte institutif |
| ----------------------- | ------------------------------ | ---------------------- | ------------- | ------------------------------------- | ------------------------- | --- |
| Compagnie Montagne d'Or | amodiation au profit d'Auplata | no 692 - C01/19        | 10/10/1919    | 31/12/2018                            | 1,2 à 1,32 km2            | Décision du 10 octobre 1919 du Gouverneur de la Guyane française instituant le permis d'exploitation de placer no 692                                                                   |
| Compagnie Montagne d'Or | amodiation au profit d'Auplata | no 25 - C02/24         | 27/11/1924    | 31/12/2018                            | 4,53 à 5 km2              | Décision du 27 novembre 1924 du Gouverneur de la Guyane française, instituant la concession de mines de 3e catégorie no 25                                                              |
| Compagnie Montagne d'Or | amodiation au profit d'Auplata | no 214 (225?) - C01/46 | 21/05/1946    | 31/12/2018                            | 17,41 à 18,47 km2         | Arrêtés du 21 mai 1946 du Gouverneur des Colonies, Gouverneur de la Guyane française et du Territoire de l'Inini, instituant les concessions de mines d'or no 214, 215 et 216.          |
| Compagnie Montagne d'Or | -                              | no 215 (226) - C02/46  | 21/05/1946    | 31/12/2018 en demande de prolongation | 16,07 km2                 | Arrêtés du 21 mai 1946 du Gouverneur des Colonies, Gouverneur de la Guyane française et du Territoire de l'Inini, instituant les concessions de mines d'or no 214, 215 et 216.          |
| Compagnie Montagne d'Or | amodiation au profit d'Auplata | no 216 - C03/46        | 21/05/1946    | 31/12/2018                            | 22,65 à 23,92 km2         | Arrêtés du 21 mai 1946 du Gouverneur des Colonies, Gouverneur de la Guyane française et du Territoire de l'Inini, instituant les concessions de mines d'or no 214, 215 et 216.          |
| Compagnie Montagne d'Or | amodiation au profit d'Auplata | no 217 - C01/48        | 14/06/1948    | 31/12/2018                            | 24,5 à 25 km2             | Arrêtés du 14 juin 1948 du préfet de la Guyane française instituant les concessions de mines d'or no 217, 218 et 219                                                                    |
| Compagnie Montagne d'Or | amodiation au profit d'Auplata | no 218 - C02/48        | 14/06/1948    | 31/12/2018                            | 25,73 km2                 | Arrêtés du 14 juin 1948 du préfet de la Guyane française instituant les concessions de mines d'or no 217, 218 et 219                                                                    |
| Compagnie Montagne d'Or | amodiation au profit d'Auplata | no 219 - C03/48        | 14/06/1948    | 31/12/2018 en demande de prolongation | 24,82 à 25 km2            | Arrêtés du 14 juin 1948 du préfet de la Guyane française instituant les concessions de mines d'or no 217, 218 et 219                                                                    |
| Tanon                   | -                              | no 102 C01/32          | 28/12/1932    | 31/12/2018                            | 5 km2                     | |
| Tanon                   | -                              | no 145 C01/33          | 20/11/1933    | 31/12/2018                            | 6,23 km2                  | |
|                         |                                |                        |               |                                       |                           | |
| Compagnie Montagne d'Or | -                              | PER Cigaline           | 6/07/2016     | 6/07/2021                             | 24,4 km2                  | Arrêté du 6 juillet 2016 accordant un permis exclusif de recherches de mines d’or et de substances connexes (cuivre, zinc, plomb, argent et molybdène) dit « Permis Cigaline » (Guyane) |
| Compagnie Montagne d'Or | -                              | PER Bernard            | 6/07/2016     | 6/07/2021                             | 29 km2                    | Arrêté du 6 juillet 2016 accordant un permis exclusif de recherches de mines d’or et de substances connexes (cuivre, zinc, plomb, argent et molybdène) dit « Permis Bernard » (Guyane)  |

### Concession C02/46
Elle se situe au bout d'une piste de 125 kilomètres venant de Saint-Laurent-du-Maroni et est accessible par avion (1 heure de trajet depuis Cayenne) avec une piste d’atterrissage située à Camp Citron (sur la concession C03/46).

### Gisement d'or

Filon (3 g d'or/tonne) et projet d'excavation sur le site « Montagne d'Or ».

Le Bureau de recherches géologiques et minières mentionne le nom de « Montagne d'or » pour l'un de ses prospects dès les années 1950 ; nom conservé par Guyanor, puis par Columbus Gold qui veut exploiter ce gisement.
Le gisement de Montagne d'Or est un amas sulfuré (formé en association avec des volcans sous-marins) ; un type rare de gisement, souvent complexe (au contraire d'un filon d'or, faille remplie de dépôts minéraux, plus simples, plus petits et plus riches en or). L'exploitation du gisement primaire y nécessite d'extraire la roche, de la broyer et de séparer l'or des autres minéraux.

Coupe du gisement de Montagne d'or montrant les couches minéralisées

L'évaluation quantitative du gisement et celle de la qualité de l'or ont évolué :
- l'ONF à la fin des années 2000, estime la quantité d'or relativement faible ; et la conjoncture économique n'encourage pas une exploitation par une grande entreprise[100].
- en 2013, Columbus Gold évoque un potentiel de 5,37 tonnes d'or[35] ;
- en 2015, Guyane 1re cite une évaluation à 150 t, soit l'équivalent du produit de toutes les mines légales de Guyane de 1985 à 2015[4] ;
- en 2015 le porteur du projet annonce « 83,2 millions de tonnes de minerai titrant 1,45 gramme d'or par tonne (3,9 millions onces) selon une teneur de coupure de 0,4 gramme par tonne (0,4 g/t Au), et les ressources inférées représentent 22,4 millions de tonnes de minerai titrant 1,55 gramme d'or par tonne (1,1 million onces) selon une teneur de coupure de 0,4 gramme par tonne », soit un potentiel identifié (selon l’évaluation faite à partir des sondages) de 155 tonnes d’or métal (=5 millions d’onces), et peut-être (selon lui) «  deux fois plus »[29] ;
- en mai 2017, Columbus Gold estime la ressource mesurée et indiquée à 3,85 millions d'onces d'or, soit 85,1 millions de tonnes de minerai à 1,401 g/t ; les ressources inferrées étant estimées à 960 000 onces, soit 20,2 millions de tonnes à 1,484 g/t[42],[99].
- En mars 2018 la Compagnie Montagne d'Or indique que le projet d’exploitation extrairait 85 t d’or (issues de 54 millions de tonnes de minerai à une teneur moyenne en or de 1,6 g/t), tandis qu'une estimation des ressources minérales (le potentiel géologique) se monterait à 121 t d’or (issues de 83 millions de tonnes de minerai à une teneur moyenne en or de 1,455 g/t)[101].

Des sondages réalisés dans la zone du PER Bernard, à l'Est, indiquent des présences en or beaucoup plus élevées que les roches du projet de mine (31,94 g/t).

### Milieu naturel

#### Hydrologie
La zone située entre les deux parties de la réserve biologique intégrale de Lucifer Dékou Dékou compte de nombreuses criques, mares, ainsi que des bassins artificiels créés par les orpailleurs. Les eaux des criques au pied du massif du Dékou-Dékou , où sera installée la fosse, sont de qualité « bonne » à « très bonne » tandis que les criques en aval du gisement sont perturbées. Les criques qui se jettent dans la crique Lézard, affluent de la Mana, présentent un « mauvais état chimique » et un « état écologique moyen ».
Les criques traversées par la piste Paul Isnard sur la partie finale (entre la croisée d'Apatou le camp Citron), ne possédant pas d'ouvrage de franchissement correct, présentent un « mauvais état chimique » et un « état écologique moyen ». L'absence d'ouvrage d'art sur cette section provoque par ailleurs une rupture du corridor écologique aquatique. Les criques plus en amont sur la piste, entre Saint-Laurent-du-Maroni et la croisée d'Apatou, présentent un « bon état chimique et écologique » et sont traversées par des aménagements adaptés.

#### Habitats

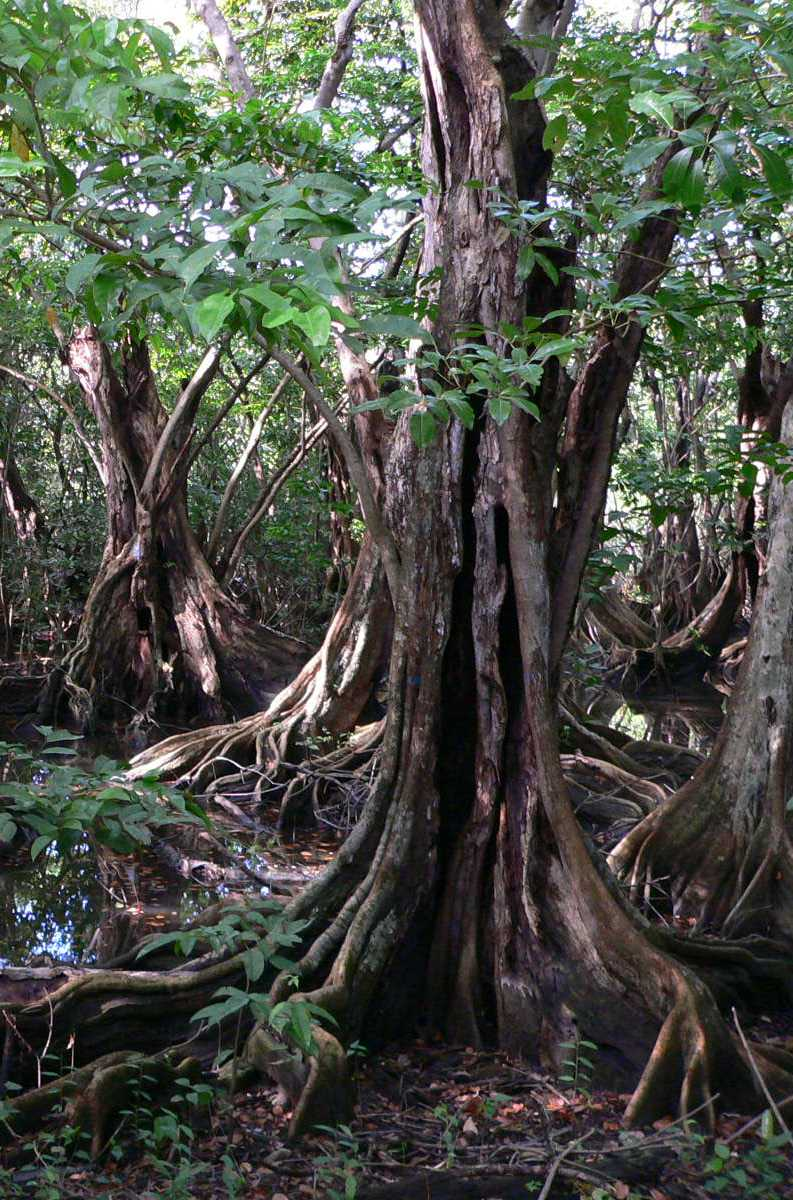
Moutouchi marécage dans une zone de forêt marécageuse.

Plusieurs types d'habitats sont présents sur la concession, selon le dossier de demande d'autorisation d'ouverture de travaux miniers déposé dans le cadre d'une exploitation secondaire, :
- forêt haute sur collines, riche en carapas, courbarils et wapas-montagne, ainsi que des palmiers mourou-mourou et des pruniers monbins ;
- forêt marécageuse dans les fonds de vallons, occupée par des wassaï, yayamadou marécage, manil-marécage, moutouchi marécage et des carapas ;
- forêt secondaire résultant de l'exploitation alluvionnaire, mais pouvant malgré tout contenir des espèces remarquables ou protégées ;
- des zones dégradées ouvertes avec lisière ;
- torrents peu ou pas perturbés.

Selon la compagnie Montagne d'Or, les enjeux en matière d'habitats portent essentiellement sur « les forêts matures à caractère primaire, les forêts des torrents et des vallons encaissés et les forêts basses sur saprolite le long de la piste Paul Isnard », ainsi que les torrents non ou peu perturbés, les mares forestières et les criques en bon état de conservation le long de la piste Paul Isnard.
Le rapport de présentation en vue de la création de la réserve biologique intégrale de Lucifer Dékou-Dékou signale que « la préservation de l'étage sub-montagnard du massif pourrait être compromise par l'ouverture d'une mine en bas de pente ».
Le secteur à l'est de la future fosse d'extraction, en pente douce entre deux falaises, constitue un corridor biologique entre les deux massifs de la réserve naturelle intégrale pour de nombreuses espèces,. Sur la portion finale de la piste Paul Isnard (après la croisée d'Apatou), plusieurs autres corridors (zones de passage/traversée) ont été identifiés, au niveau de la canopée et au sol.

#### Espèces

Nombre d'espèces par groupes taxonomiques présentes sur le site du projet de mine, avec le nombre d'espèces déterminantes ZNIEFF et le nombre d'espèces protégées

L'étude menée par le bureau d'étude Biotope dans le cadre de l'étude d'impact de l'exploitation de l'or secondaire recense plusieurs espèces d'intérêts sur la zone. La compagnie Montagne d'Or indique que sur la zone du site minier ont été inventoriées 2 100 espèces différentes et 980 le long de la piste Paul Isnard.
Plusieurs espèces de plantes rares ou endémiques sont inventoriées : Cleome latifolia (rare en Guyane), Virola kwatae (endémique de Guyane), Diospyros ropourea (endémique de Guyane et du Surinam), Markea longiflora (espèce présente dans tout le bassin Amazonien par taches isolées), Ruellia schnellii (unique localité contemporaine connue), Leandra cremersii (endémique du massif Dekou-Dekou), Qualea rosea (courante, mais recherchée pour son bois). La compagnie Montagne d'Or indique également la présence de Bocoa viridiflora comme espèce à enjeu fort à très fort.
Quinze espèces de poissons ont été inventoriées dans les torrents, les criques anciennement perturbées, et les plans d'eau issus de l'activité aurifère, dont cinq espèces ZNIEFF : Rivulus holmiae, Crenicichla albopunctata, Harttiella lucifer (très rare, endémique de la région et très sensible à la dégradation de son habitat), Lithoxus planquettei, Ituglanis nebulosus. Une nouvelle espèce du genre Ituglanis a également été découverte dans cette zone.
Trois espèces d'amphibiens ZNIEFF, peu communes à rares, ont été identifiées : l'atélope de Guyane (Atelopus barbotini), l'allobate à flancs noirs (Allobates granti) et l'anomaloglosse des rives (Anomaloglossus degranvillei), toutes liées aux habitats de type torrents et forêts drainées sur pente.
Sur les 130 espèces d’oiseaux recensées, 35 sont protégées et sont des espèces déterminantes ZNIEFF ; la majorité sont liées aux forêts primaires mais le rapport précise que 15 des espèces protégées se retrouvent aussi dans les forêts secondaires lianescentes, très dégradées, soulignant qu'elles trouvent là un substitut aux habitats naturellement présents aux bords des fleuves et des criques détruits par l'orpaillage. Aucune espèce inventoriée n'est classée « rare », mais à l'échelle mondiale leur habitat (forêt primaire) est en déclin précise l'étude. La compagnie Montagne d'Or indique elle que quatre espèces sont considérées comme à enjeu fort à très fort: l'araponga blanc, le jacamar brun, le Pic or-olive et le sporophile curio.
Onze espèces de mammifères non-volants ont été trouvés, dont l'Atèle noir (Ateles paniscus) et le Margay (Leopardus wiedii), particulièrement vulnérables, mais aussi le Singe hurleur roux (Alouatta macconnelli), l'Ocelot (Leopardus pardalis) et le Jaguar (Panthera onca). 36 espèces de chauves-souris s'y ajoutent, dont aucune ne faisant l'objet d'une protection en Guyane. L'étude note la deuxième mention de Molossops neglectus en Guyane, espèce très rare à échelle de l'Amérique du Sud et dont la biologie est totalement inconnue. La compagnie Montagne d'Or indique également la présence de tapir terrestre et de pécari à lèvres blanches comme espèces à enjeu fort à très fort.

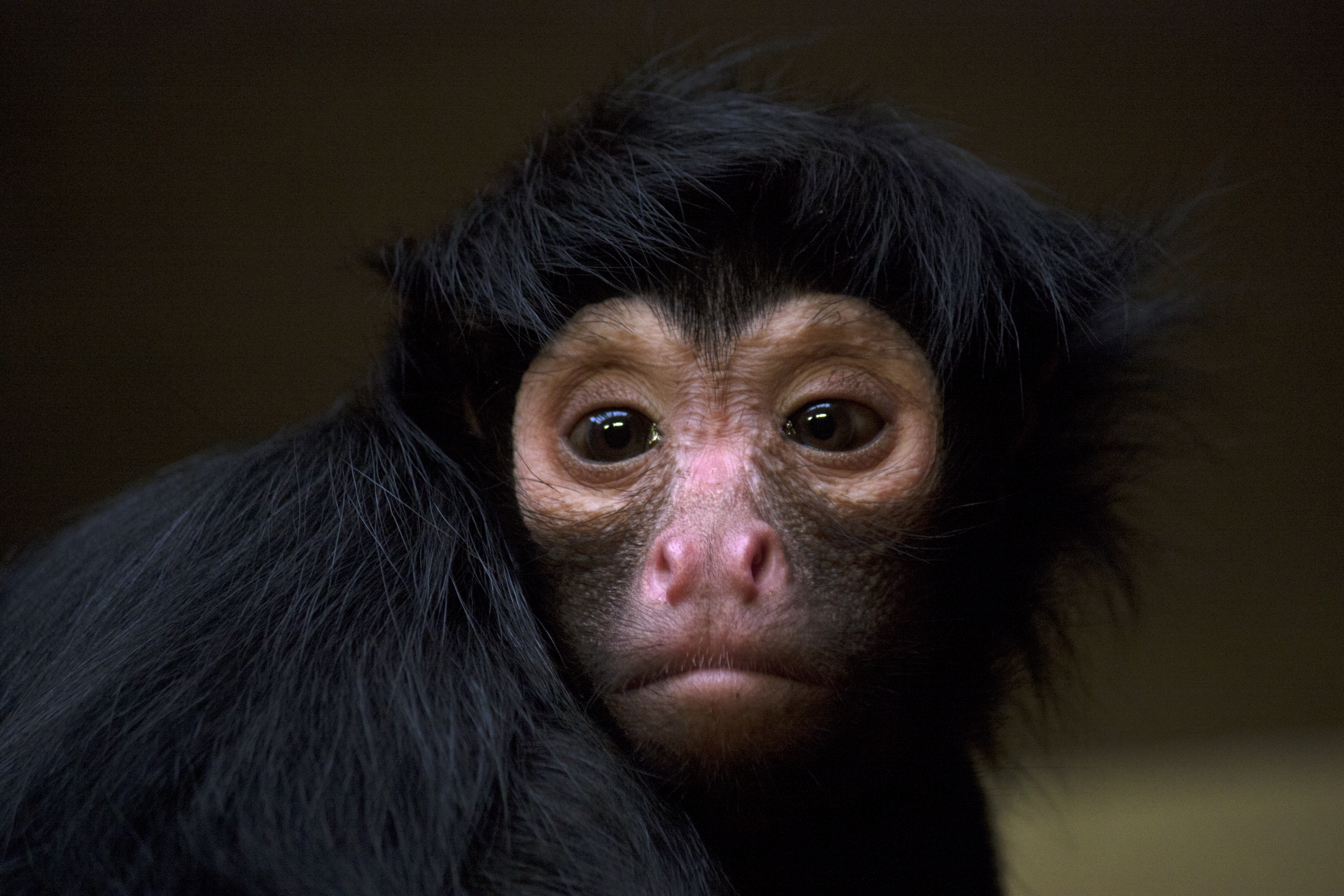
Atèle noir, endémique du Plateau des Guyanes et très sensible aux perturbations anthropiques
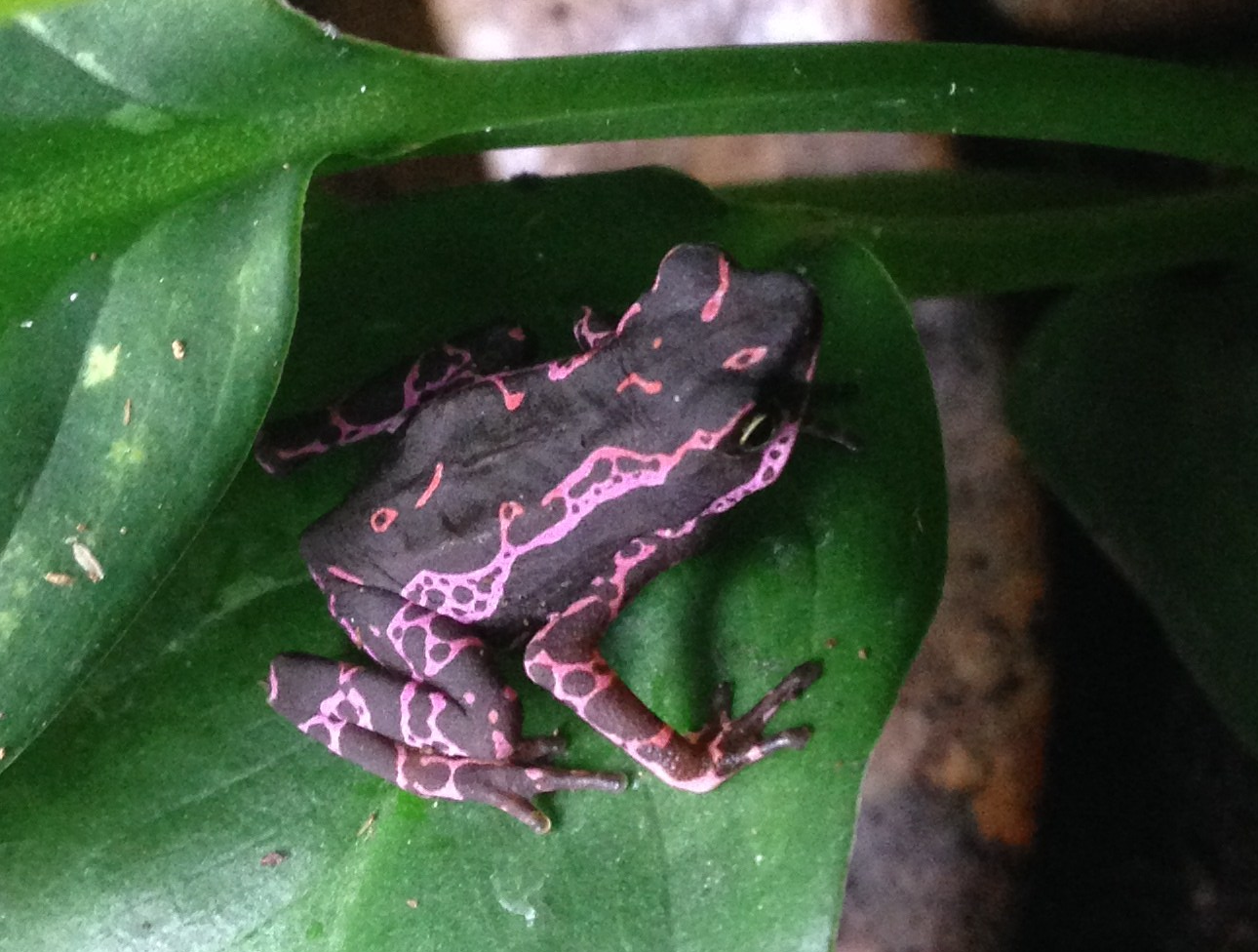
Atélope de Guyane
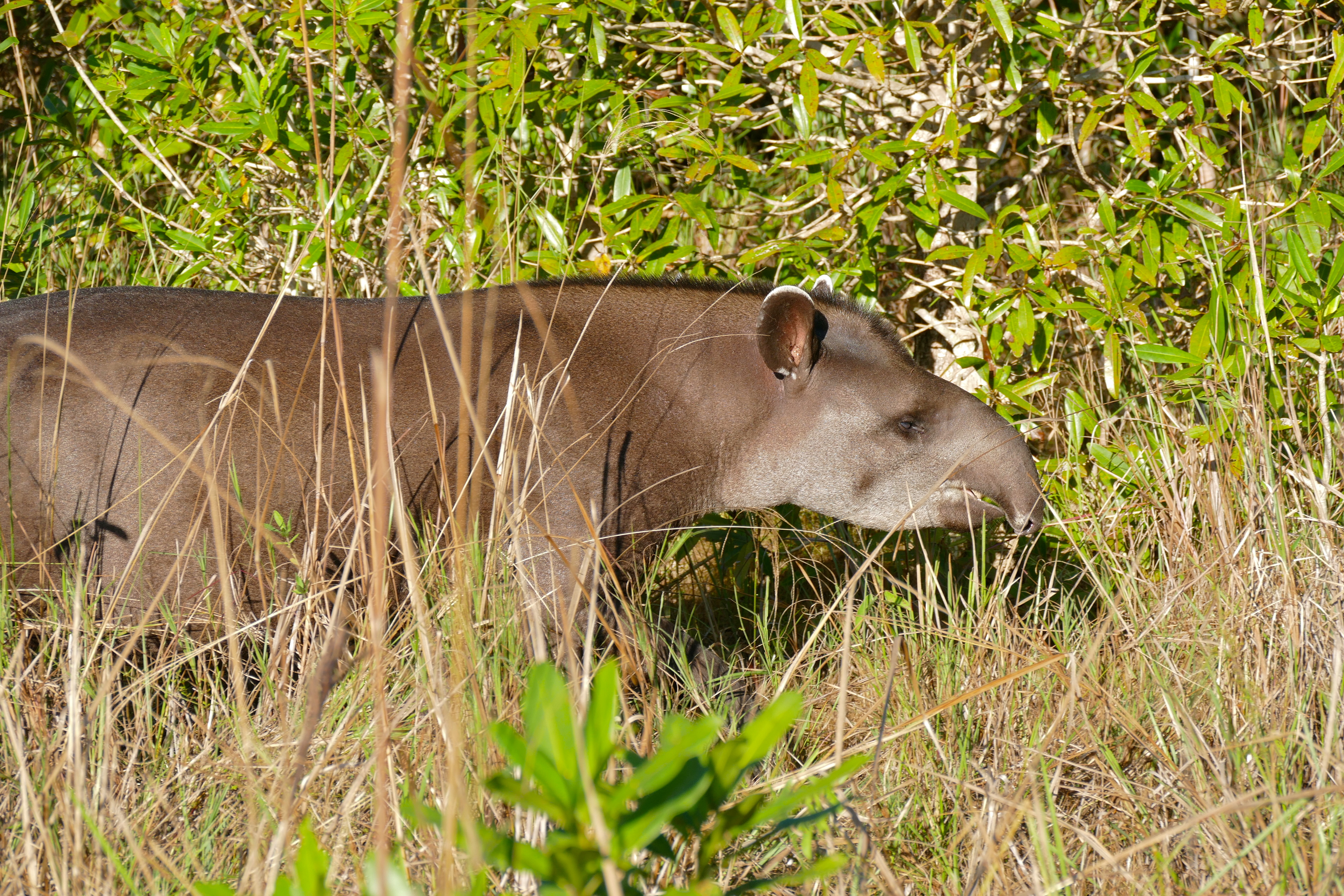
Tapir terrestre
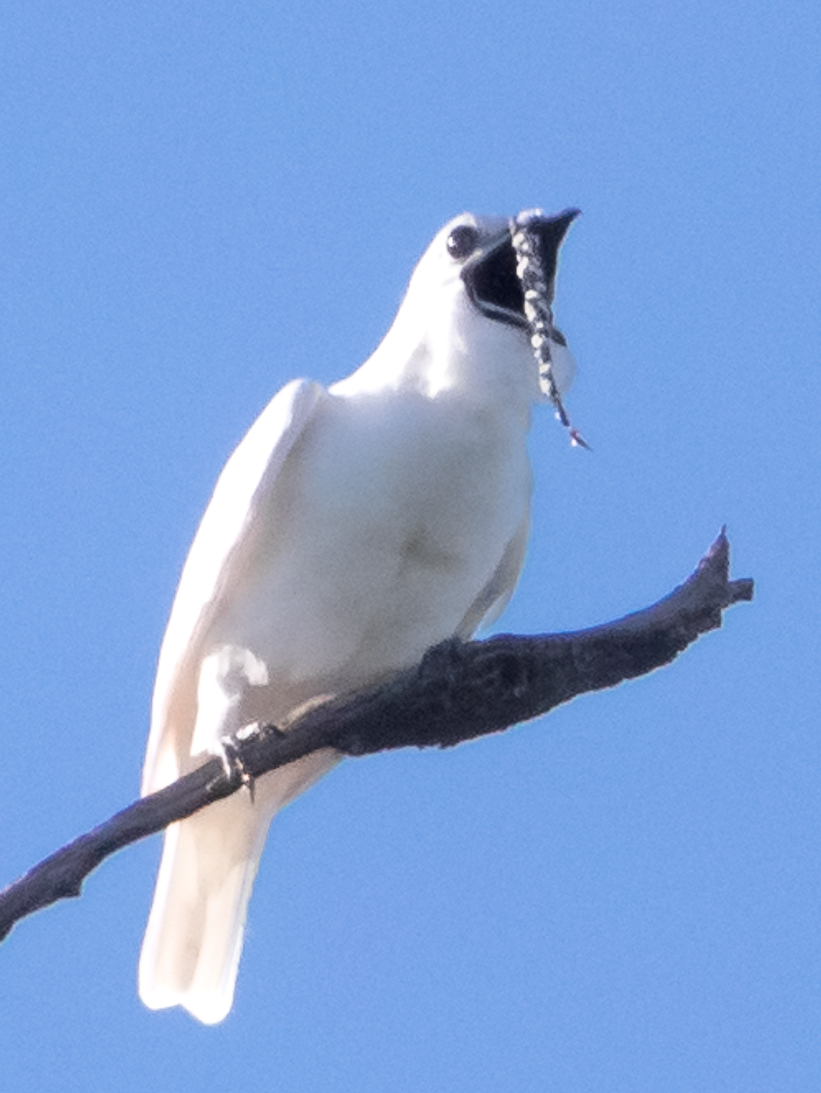
Araponga blanc
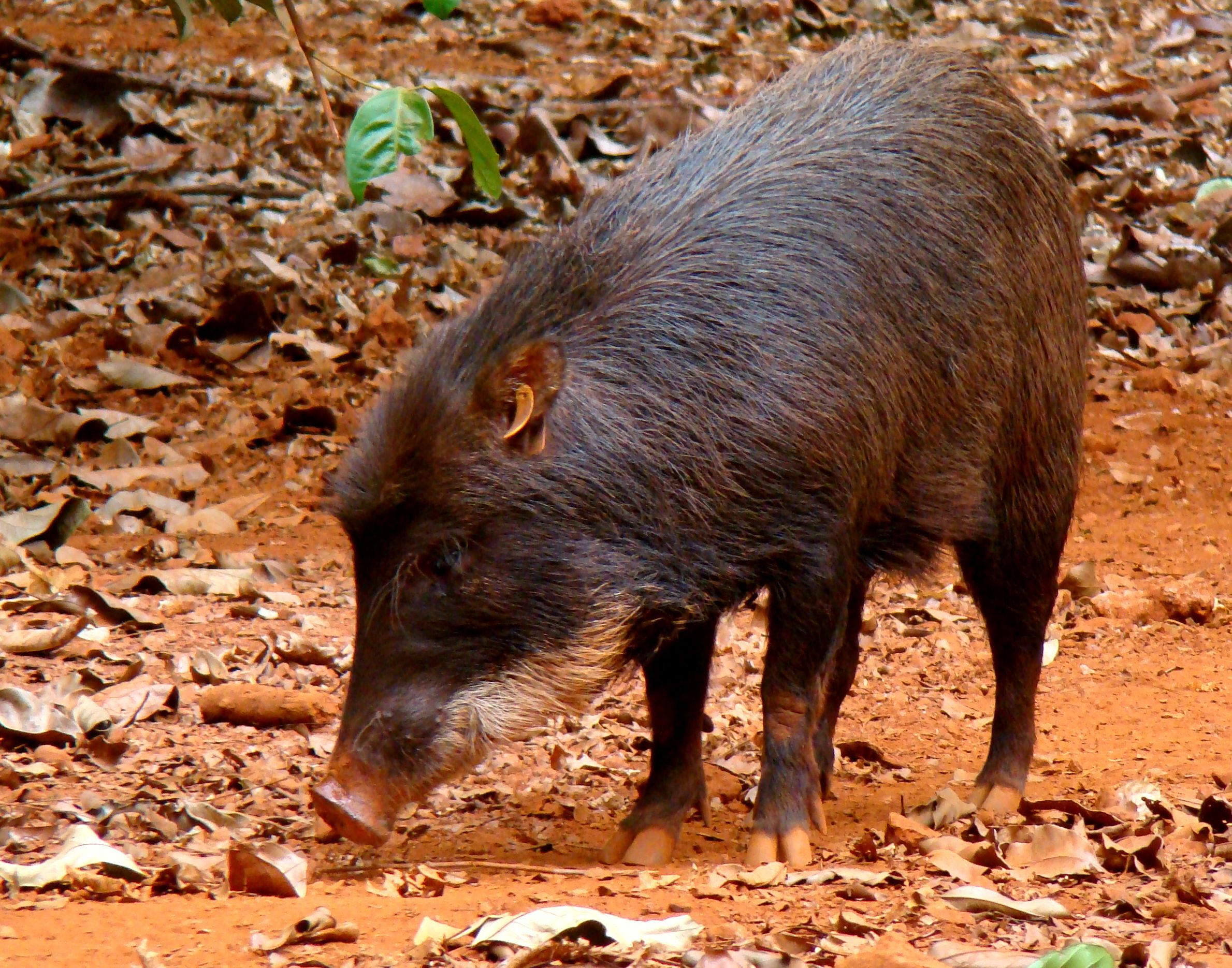
Pécari à lèvres blanches

## Projets de la compagnie Montagne d'Or

### Projet d'exploitation de l'or secondaire

#### Description du projet

Carte de l'exploitation d'or secondaire prévue sur trois zones, ainsi que les sites prospectés par l'étude d'impact, au Nord du projet d'excavation de la mine à ciel ouvert.

Un projet d'exploitation de l'or secondaire (alluvionnaire) devrait s'étendre sur un kilomètre carré, réparti en trois zones sur la concession no 215 - C02/46, au nord du projet d'excavation, pour une surface totale de 19 ha (dont 15,2 ha exploitables), au lieu-dit « Bœuf Mort ».
L'exploitation de l'or alluvionnaire devrait être gérée par l'entreprise locale Atenor qui précise qu'« il n’y a aucune corrélation entre l’AOTM Bœuf-Mort et le Projet Montagne d’or », mais que les titres miniers se terminant à la fin de 2018 « il faut prouver qu’il y ait une ressource minière (…) pour justifier une petite présence d’or afin de poursuivre leur projet ». Il indique également que « « Indépendamment de l'AOTM Boeuf-Mort, la Montagne d'Or poursuivra son projet car elle a déjà des éléments qui prouvent qu'il y a de la ressource car cela fait déjà un an qu'Atenor exploite pour eux [...], ils ont besoin d'Atenor pour avoir de la présence sur site mais pour que leur titre soit renouvelé ils n'ont pas besoin d'Atenor ». Le Collectif « Or de question » dit « s’interroger sur les réelles motivations de cette demande (…) réservée aux artisans, mais sollicitée par une multinationale ».
La méthode annoncée est le lavage des matériaux à l'eau en circuit fermé, grâce à des lances haute pression et une grille de criblage, sans utilisation de mercure pour cette exploitation, et les amalgames issus des anciennes exploitations seront raffinés à Cayenne. Ce chantier devrait durer 24 mois et impliquer la déforestation de 7 ha de forêt primaire (le reste des surfaces forestières étant déjà considéré comme dégradé par les passages antérieurs, légaux et illégaux). Les trous d'exploitation doivent être rebouchés en fin d'exploitation en respectant l'ordre naturel (argile, gravier, déchets verts).

#### Étude d'impact

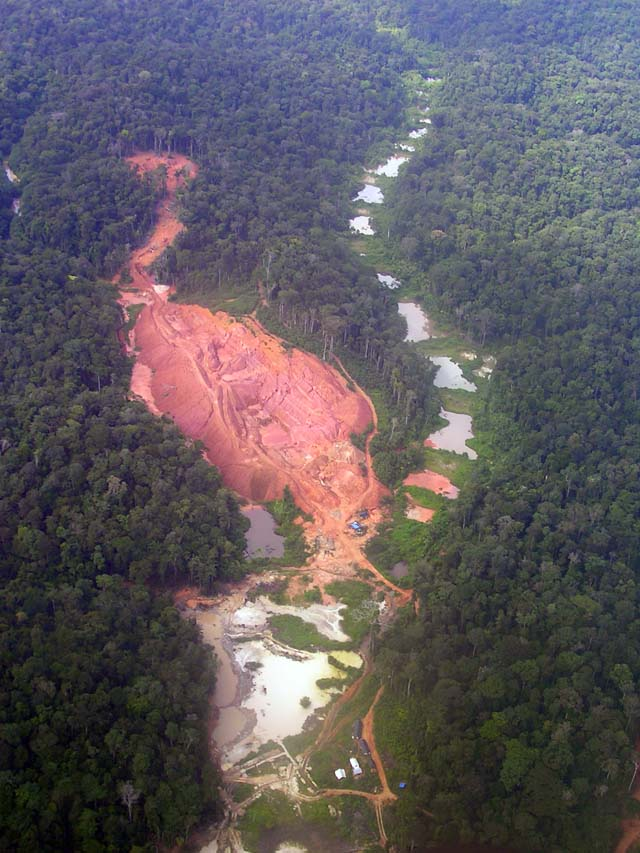
Exploitation d'or en surface en Guyane.

La DEAL Guyane, pour le compte de l'autorité environnementale, a émis le 30 décembre 2016 un avis sur le projet d'exploitation de l'or secondaire. Elle souligne la présence d'enjeux forts à très forts vis-à-vis de la faune et la flore (espèces endémiques, rares, protégées…), des milieux naturels (présence de forêt primaire malgré une partie dégradée), d'un risque naturel lié à l'instabilité des versants du massif Dekou-Dekou, d'un couloir écologique entre les deux réserves intégrales situées au nord et au sud, et de la qualité des eaux superficielles (notant que la plupart des criques sont déjà dégradées par l'activité aurifère précédente). En septembre 2016 la compagnie Nordgold recrute en tant que Directeur des affaires réglementaires pour la Guyane, Alex Guez, ingénieur des mines, ancien responsable de l'Unité "Mines et Carrières" à la DEAL Guyane, auquel il avait été demandé par la commission de déontologie de « s'abstenir de toute relation d'affaire avec la DEAL ».
Les principaux impacts, relevés par l'autorité environnementale à partir du dossier d'étude d'impact sont : « la destruction d'habitat et l'appauvrissement de la faune aquatique, le déboisement de 7 hectares de forêt primaire, le dérangement de l'avifaune et des mammifères, la modification du cortège d'espèces, l'érosion à la suite des défrichements, l'augmentation des matières en suspension dans l'eau, la remobilisation de mercure, le risque de pollution, la dérivation des cours d'eau ».
Les mesures proposées par la Compagnie Montagne d'Or pour supprimer, réduire et si possible compenser ces impacts, et relevés par l'autorité environnementale sont : « l'évitement des zones les plus préservées, la limitation du défrichement, l'interdiction de la chasse, la conservation de la terre végétale et le stockage des andains, le comblement des fosses et la replantation (pour les zones non destinées à être réutilisées), la réhabilitation au fur et à mesure de l'exploitation, le nettoyage du site et la suppression de toutes les structures en fin d'exploitation, l'évitement de la partie amont préservée d'un des cours d'eau, [l'utilisation de] circuit fermé, [l'utilisation de] dérivation évitant les sections rectilignes supérieures à 50 m et les berges verticales, [l'utilisation de] bassins de décantation ». L'autorité environnementale recommande par ailleurs la création d'une pépinière pour accompagner la revégétalisation des zones déboisées (indiquant que cet impact est sous-évaluée par la compagnie) ainsi que d'effectuer la déforestation hors zone de nidification.
L'autorité environnementale souligne le manque occasionnel de lisibilité de l'étude d'impact et l'absence d'une appréciation des impacts de l'ensemble du programme de travaux dans le cadre du projet d'exploitation minière (mine à ciel ouvert) du secteur. La compagnie Montagne d'or explique que cette demande est indépendante du projet d'exploitation de l'or primaire. L'autorité environnementale conclut que, compte tenu des mesures d'évitement des zones les plus sensibles et de la dégradation préalable des sites suite aux activités humaines, le projet d'exploitation alluvionnaire n'entraînera pas d'impacts supplémentaires importants mais contribuera à augmenter l'état de dégradation du site (destruction d'habitats et dérangement d'espèces).

#### Enquête publique
L'été 2017, une enquête publique a porté sur la demande d’autorisation d’ouverture de travaux miniers (AOTM) concernant l’exploitation d’or secondaire par la Compagnie Minière Montagne d’Or sur la concession no 215-C02/46 a été publiée,. La période estivale choisie pour cette enquête est contestée par les associations environnementales et des populations autochtones. Le commissaire enquêteur organise par ailleurs une réunion publique en présence d'un représentant de la compagnie minière le 27 juillet, qui a « a viré à la cacophonie », les personnes présentes faisant part de critiques concernant essentiellement le projet de mine industrielle et non l'exploitation de l'or alluvionnaire sur le lieu-dit de Bœuf Mort.
De son côté, le collectif « Or de Question » a mis en place une plateforme électronique pour centraliser les avis des personnes opposées au projet. Celle-ci a récolté 7 613 avis, envoyés auprès du commissaire enquêteur, dont 87 % d'avis venant de France métropolitaine. 86 % des personnes ayant répondu s'inquiètent des retombées du projet sur l'environnement et 55 % pensent qu'il ne produira aucun résultat positif du point de vue social et économique.
Fin 2017, le commissaire enquêteur responsable de l'enquête publique donne un avis favorable à la demande d’Autorisation d’Ouverture de Travaux Miniers présenté par la Compagnie minière Montagne d’Or, indiquant la participation importante du public et les réponses satisfaisantes apportées par la compagnie. La Ligue des droits de l'Homme et le collectif Or de Question critiquent le rapport du commissaire enquêteur, considérant l'enquête comme « bâclée »,.
Après soumission en Conseil départemental de l'environnement et des risques sanitaires et technologiques le 6 décembre 2017, l'arrêté préfectoral autorisant la compagnie Montagne d'Or à exploiter l'or secondaire sur la concession minière C02/46 est signé le 13 décembre 2017 (AOT no 02-2017).

### Projet de mine industrielle

#### Description du projet

Carte de l'implantation des différentes infrastructures liées à l'exploitation de la mine tels que prévus par la Compagnie Montagne d'Or

Compte tenu d'un gisement à relativement faible teneur en or  et de zones minéralisées peu profondes et assez proches les unes des autres, il est prévu de l'exploiter au moyen d'une mine à ciel ouvert. Les infrastructures minières prévues par la Compagnie minière Montagne d'Or devraient couvrir une surface de 8 km2. La fosse prévue devrait être de 2,5 kilomètres sur 400 mètres (parfois indiquée 500 mètres selon certaines sources) pour une profondeur de 120 mètres (déclarée en 2015 de 400 mètres et réévaluée par la suite,). Elle sera exploitée selon des paliers de 10 à 15 mètres de hauteur.
La méthode d'exploitation passe par le déboisement et le décapage de la zone, le creusement de la partie superficielle (la saprolite - jusqu'à 50 mètres de profondeur) à la pelle mécanique, et le creusement de la roche dure à l'explosif. Le sol de surface est mis de côté et stocké pour servir à la réhabilitation ultérieure du site. Les roches sont broyées, stockées sur le site, puis chargées sur des camions et transportées jusqu’à l’usine de traitement.
Le traitement du minerai devrait se faire à proximité du site d'excavation, par cyanuration et gravimétrie, et permettre de récupérer jusqu'à 95 % du minerai d'or. La roche, réduite à l'état d'une poudre fine (inférieure à 100 microns), devrait être traitée par gravimétrie pour en extraire les particules les plus grosses, puis par cyanuration en cuve fermée. La compagnie Montagne d'Or avance que les réactifs, dont le cyanure, seront recyclés, l'eau traitée et les roches entreposées dans un parc à résidus. Les deux zones de stockage des résidus miniers prévues seront isolées du sol par des géomembranes synthétiques étanches. Ces deux zones devraient produire deux dômes de déchets miniers de plus de 100 mètres de haut et un dôme supplémentaire de 70 mètres de haut contenant 54 millions de tonnes de boues traitées.
Les industriels espèrent extraire 6,7 tonnes d’or par an pendant douze ans (entre 2022 et 2034), soit une valeur estimée à plus de 3 milliards d’euros.
Sous réserve d'obtenir les autorisations, les travaux devraient commencer entre 2019 et 2021 et la mine pourrait être opérationnelle vers 2022 pour une durée de 12 ans.
L'ensemble des équipes seront logées au niveau de la base-vie de Camp Citron à proximité de la mine. D'une surface de 17 hectares, elle pourra accueillir 482 personnes en dortoirs et comptera une cantine, des équipements sportifs et des services de proximité. Le BRGM recommande un dimensionnement plus élevé du camp, du fait du nombre d'employés prévus simultanément sur le site et s'étonne qu'il soit situé en aval des bassins versants des criques devant être occupées par les verses à résidus.

#### Processus

##### Extraction de l'or

Processus d'exploitation du minerai et gestion des déchets et des eaux prévus sur la mine

L'exploitation du gisement se fera selon le principe de mine à ciel ouvert. La roche sera extraite à partir de tirs de mine réguliers. Les matières actives explosives seront produites directement sur le lieu de tir. Un tir par jour sera réalisé, à l'heure des repas, pour assurer de bonnes conditions de sécurité pour les salariés.
En moyenne, ce sera  28,3 millions tonnes de roches extraites par an, soit 12 500 tonnes de minerai et 67 500 tonnes de stériles extraits chaque jour.

##### Traitement du minerai
Une fois extraite, la roche sera chargée dans des camions pour être transportée vers l'usine de traitement. Afin de réduire la roche sous forme de poudre, le minerai sera chargé dans un circuit de concasseurs et de broyeurs. L'or sera alors libéré par gravimétrie. Le concentré gravimétrique et les résidus seront traités par cyanuration pour récupérer la plus grande partie de l'or. L'usine de traitement traitera 12 500 tonnes de minerai par jour en fonctionnant 24 heures sur 24 et 360 jours par an.
Les résidus miniers qui auront été en contact avec le cyanure seront traités jusqu'à atteindre le seuil autorisé de 10 g de cyanure par tonne de résidu. Ils seront stockés dans le parc à résidus, dont le fond et les flancs seront imperméabilisés par une géomembrane. Les parcs à résidus ont été dimensionnés pour recevoir 4,6 millions de tonnes de résidus traités par an.

##### Utilisation d'eau
Environ 460 mètre cube d'eau « brut » par heure (soit 460 000 litres) seront pompées en fond de fosse, et des eaux de ruissellement seront en contact avec les stériles, leurs lixiviation et les résidus de fosse. Ce volume d'eau sera utilisé au niveau du broyage du minerai et du traitement gravimétrique, comme eaux de refroidissement et de lavage, pour la mise en solution des réactifs chimiques et le lavage des résidus avant décyanuration, ainsi que dans le circuit de décyanuration. À ce volume il faudra rajouter l'eau nécessaire à l’abattage des poussières sur le site et la piste.
S'ajoute enfin l'eau potable nécessaire aux employés, dont la quantité est estimée à 250 mètres cubes par jour ; trois forages doivent fournir cette eau potable.

#### Débat public
Fin juin 2017, la Compagnie Montagne d'Or écrit à la Commission nationale du débat public (CNDP) pour demander la désignation d'un garant dans le cadre de la concertation qu'elle souhaite organiser Les travaux, initialement estimés dans un courrier de mai 2017 à 266 millions d'euros, sont réévalués en juillet de la même année, devant la CNDP, à 80 millions d'euros. Considérant ces changements de montants, ainsi que « l'importance des enjeux (...) de ce projet » et le fait « que le maitre d'ouvrage a décidé de ne pas saisir la CNDP au titre de l'article L121-8 », mais de demander uniquement la mise à disposition d'un garant, la commission la considère comme irrecevable.
France Nature Environnement voit de son côté dans le changement de montant une manœuvre pour passer sous le seuil réglementaire demandant un débat public (150 millions d'euros),,.
La compagnie défend le fait que c'est la CNDP qui a jugé la demande qu'elle avait fait « de façon volontaire », comme irrecevable.
Début août de la même année, l'ONG France Nature Environnement saisit à son tour la commission, afin qu'elle puisse éventuellement « organiser des réunions avec les habitants, nommer des commissions d’experts et commander des études complémentaires ». À la suite de cette demande, la Compagnie Montagne d'Or publie un communiqué annonçant qu'elle organisera elle-même un débat public au quatrième trimestre afin de « fournir une information claire et précise sur le projet », ce à quoi l'association France Nature Environnement répond que toute consultation doit être organisée par une autorité indépendante.
Le 1er septembre, la Compagnie Montagne d'Or adresse à nouveau un courrier à la CNDP pour demander la désignation d'un garant dans le cadre de la concertation préalable qu'elle envisage d'organiser, précisant cette fois un montant total des travaux (bâtiments et infrastructures) dépassant 150 millions d'euros.
La CNDP délibère sur ces deux demandes le 6 septembre 2017. Elle considère une nouvelle fois irrecevable la demande de la compagnie, le projet relevant désormais de l'article L121-8 du code de l'environnement au vu des nouveaux montants précisés. À partir de cette conclusion, la CNDP considère la demande de l'association France Nature Environnement comme recevable et ajoute qu'un débat approfondi n'est pas compatible avec le dépôt de la demande d'autorisation avant la fin de l'année 2017. Elle décide donc que le projet fera l'objet d'un débat public qu'elle organisera elle-même sur le territoire de Guyane, et désigne en octobre 2017 une commission particulière pour l'animer (présidée par M. Roland Peylet, président de la mission interministérielle pour la qualité des constructions publiques et composée de Mme Claude Brévan et Messieurs Victor Bantifo, Eric Hermann, Jean-Claude Mariema et Yunaluman Thérèse).
Du 7 mars au 7 juillet 2018 s'est tenu le débat public sur le projet, organisé par la commission nationale du débat public. Il prend la forme d'un site d'information, d'un recueil de questions et avis citoyens en ligne et de réunions publiques. Le coût total de ce débat s'élève à 620 000 € payés par la Compagnie Montagne d'or et 83 150 € par la commission nationale.
Durant le débat public, 1500 personnes ont assisté aux réunions ou ateliers thématiques, plus de 5900 visites ont été comptabilisées sur la plateforme participative et ont donné lieu à 232 avis, 211 questions, 39 contributions et 16 cahiers d’acteurs.
Bien que les premières réunions publiques ont été marquées par les protestations d'opposants au projet,, la présidente de la commission nationale du débat public précise que le débat était sensible mais pas plus conflictuel que d'autres débats menés par la commission. Elle note également que la question de l'échelle du débat était fondamentale dans ce projet, et souligne que l'organisation traditionnelle des débats publics n'était pas adaptée à ce cas précis. Elle souligne par ailleurs des « réticences au débat affichées par le maître d’ouvrage et la collectivité ». La collectivité de Guyane a en effet indiqué qu'elle aurait souhaité organiser elle-même le débat.
Les résultats du débat public mettent en avant des oppositions classiques, avec une dimension environnementale plus marquée que pour d'autres projets de cette ampleur. Les arguments des deux camps recoupent « en grande partie les fractures de la société guyanaise et notamment ses divisions ethniques ». De manière générale, les participants au débat étaient opposés au projet. Cependant, bien que certains souhaitaient profiter du débat pour approfondir des points techniques, d'autres considéraient ces discussions comme un début de « négociation ». La présidente de la commission nationale du débat public indique la possibilité que les partisans aient renoncé à se prononcer. À l'issue du débat plusieurs points mettent en doute la faisabilité du projet:
- le manque de consensus sur le principe général de l’exploitation des mines d’or
- l'aménagement de la piste soumise à un trafic fréquent durant l'exploitation de la mine
- la capacité du maitre d'ouvrage à gérer les risques liés à ce type de projet

Selon la présidente plusieurs questions auraient dû être posées en amont, comme la pertinence d'engager un projet de mine (ou privilégier l'exploitation alluvionnaire), un contrôle des pouvoirs publics, les techniques acceptables ou les conditions de retombées sociales et économiques.
À la suite du débat public, la Compagnie minière Montagne d'Or décidera si elle poursuit ou non le projet. Le cas échéant, elle devra déposer une demande d'autorisation environnementale unique. Après instruction des dossiers par les services de l’État, le projet sera alors soumis à enquête publique.

## Enjeux liés au projet de mine

### Enjeux économiques et sociaux
Le développement de ce projet minier s'insère dans le cadre économique de la Guyane, et en particulier de l'Ouest du territoire, où le taux de chômage atteint en 2016 22,3 % en Guyane et 34,1 % à Saint-Laurent-du-Maroni.
Lors du débat public, la Compagnie minière Montagne d'Or estimait les retombées économiques sur le territoire à 1 431 millions d'euros sous forme de biens et de services, soit 360 millions d'euros pour les emplois directs et 1 071 millions d'euros pour les emplois indirects et induits. Lors d'un atelier à Cayenne, l'entreprise s'est engagée à contribuer financièrement à un fonds de développement et de diversification.
En 2015 les retombées économiques pour l’État français ou la Guyane étaient en cours d'évaluation : impôts indirects importants, rentrées fiscales directes plus limitées (car « actuellement (2015), la fiscalité sur l’or est très faible. »), contribution à l'émergence de filières industrielles dans l'Ouest de la Guyane. Le droit minier et la fiscalité minière sont en cours de réforme en France. Lors du débat public, la compagnie estime les retombées fiscales à 420 millions d'euros de taxes et impôts.
Dans le cadre d'un rapport commandité par la collectivité territoriale de Guyane,, Philippe Chalmin, professeur d'économie à l'université Paris-Dauphine, et Yves Jégourel, professeur en finance internationale à l'université de Bordeaux, soulignent qu'il « ne fait aucun doute que le développement du projet MDO (le sigle propre à leur milieu pour désigner la Montagne D'Or) ne peut être que favorable sur le plan économique, notamment pour la CCOG » (Communauté de communes de l'Ouest Guyanais), tout en reconnaissant que le projet « doit cependant s’intégrer dans le cadre plus
large d’une stratégie de diversification à long terme de l’économie guyanaise » et que « l'impact environnemental d'un tel projet est indéniable ».

#### Rentabilité économique du projet
Les recettes du projet sont estimées entre 3,8 milliards et 12 milliards d’euros. Selon la compagnie, le résultat net du projet (après impôt) est estimé à 633 millions d'euros, en tenant compte d'hypothèses économiques et financières (cours à 1 190 euros l'once, taux d'actualisation de 5 %, taux de change 1 dollar US = 1,05 euro). La compagnie Montagne d'Or estime son investissement propre à 782 millions d'euros: 502 millions pour la phase d'installation, 221 millions pour l'exploitation et 59 millions pour le réaménagement.
Une analyse économique réalisée par WWF France en 2017, à partir des documents produits par la compagnie, montre une valeur actuelle nette du projet dans la moyenne des opérations minières de ce type (370 M$ après impôts avec un taux d’actualisation de 5 %), mais un taux de rentabilité interne dans la moyenne basse des projets miniers industriels (18,7 % avec un cours de l’or à 1 250 $/once). Selon cette analyse, les hypothèses retenues pour le calcul de ces valeurs sont fragiles (volatilité du cours de l'or, taux de change euro-USD et taux d’actualisation utilisé pour le calcul de la valeur actuelle nette).
Selon le WWF, citant l'analyse réalisée par SRK Consulting pour Columbus Gold, toute fluctuation du cours de l'or de 1 $ par once entraînerait une variation de la  valeur actuelle nette après impôts de 1,24 M$. Selon cette même analyse, une évolution de 100 points de base du taux de change euro-USD (soit une variation d’un cent pour 1 euro) engendrerait une modification de 12 à 13 M$ de la valeur actuelle nette après impôts. De la même manière, le WWF pointe aussi l'influence du taux d'actualisation du projet, prévu à 5 % contre 8 % préconisé par SRK Consulting. Le WWF souligne que dans le cas très précis où les évolutions défavorables de ces variables seraient conjuguées, le projet serait déficitaire (malgré des subventions), mais qu'en tenant simplement compte du taux de change calculé fin aout 2017, « le projet ne correspondrait plus aux objectifs de rentabilité affichés par Nordgold ». Contrant le rapport du WWF, Chalmin et Jégourel considèrent au contraire, sans exclure aucune hypothèse a priori, comme irréaliste l’idée que, « concomitamment, (...) les prix de l’or puissent s’affaisser et le dollar américain se déprécier », considérant que généralement la valeur de l'or augmente lorsque la valeur du dollar baisse et lorsque celle du pétrole augmente.
Le WWF indique dans son analyse que si la rentabilité économique du projet venait à baisser, les investisseurs pourraient tenter de réduire les coûts, ce qui pourrait avoir pour effet une « dégradation des conditions sociales pour les salariés, une plus forte pression sur les fournisseurs ainsi qu’une réduction des moyens dédiés à la préservation de l’environnement ».
La Compagnie Montagne d'Or défend la rentabilité du projet, mais reconnaît que celle-ci sera plutôt basse. Selon la compagnie, la méthode d'évaluation du cours de l'or sur trois ans est la plus utilisée alors que l'analyse du WWF repose sur une évaluation à 12 ans. Elle indique également que le taux d'actualisation à 5 % est celui utilisé « dans les pays industrialisés, sans risque politique » et que, concernant le taux de change, « l'éventail s'est réduit, on est passé à 5 % d'écart » entre l'euro et l'USD. Le directeur du développement de la compagnie précise que si la rentabilité est plus faible, c'est en raison du coût de la main d'œuvre et des exigences européennes.

#### Revenus publics/subventions publiques
Plusieurs estimations des rentrées fiscales ont été avancées entre 2015 et 2017 :
- d’après le journal Les Échos « selon certaines hypothèses du projet  », l’entreprise pourrait verser annuellement plus de 5 millions d'euros de redevance aux collectivités locales (en incluant les cotisations sociales), 16 millions d'euros d’impôt sur les sociétés, et 30 millions d'euros de taxes sur les biens et services et de cotisations sociales[29] ;
- selon la Compagnie Montagne d'Or en juillet 2017, les retombées peuvent comprendre 348 millions d'euros de cotisations sociales et 345 millions d'euros de retombées fiscales[151] ;
- selon une note interministérielle obtenue par l'AFP fin de l'été 2017, les taxes associées à la production minière représenteraient 80,6 millions d'euros et celles à l’importation 325,5 millions d'euros, ce qui ferait de cette mine un projet « hors normes par ses aspects économiques » selon la même note[120] ;
- selon une analyse économique menée par le WWF France en septembre 2017, les rentrées fiscales attendues par les promoteurs du projet s'élèveraient à 308 millions d'euros sur 12 ans (241 M€ en impôts sur les sociétés et 67 M€ en taxes locales sur l'or), bien que l'association s'interroge sur la réalité des montants[148]. La compagnie confirme peu après une estimation des impôts de 345 millions d'euros[150].

Le WWF France souligne que la fragilité du modèle économique pourrait avoir des répercussions sur les revenus publics, une baisse des résultats économiques du projet entraînant une baisse de l'impôt sur les sociétés payé par l'entreprise.
A contrario, l'association ajoute que le projet aurait un coût en matière de « subventions » publiques, sous forme de remboursement de dépenses ou de diminution de coûts payés par l'entreprise.
Le projet pourrait bénéficier d'une défiscalisation (valable en Guyane et dans tous les DOM) de ses investissements, estimée à 227 millions d'euros par le cabinet SRK Consulting,. Si le projet devait être raccordé au réseau électrique, il bénéficierait de tarifs avantageux via le mécanisme de contribution au service public de l'électricité, ce qui aurait un certain coût pour les pouvoirs publics sous forme de réduction des coûts d'électricité aux exploitants de la mine (voir infra). Les pouvoirs publics pourraient aussi avoir à investir partiellement dans une ligne à haute tension, et dans la piste reliant Saint-Laurent-du-Maroni et le site d'excavation. Le WWF estime l'ensemble des subventions et financements prévus à 420 millions d'euros, payés par les contribuables.
L'Usine nouvelle précise que le montant global d’argent public mobilisé mentionné par le WWF correspond à des incitations fiscales éligibles et non à des subventions. Chalmin et Jégourel précisent par ailleurs que « les avantages accordés par l’État ne sont en rien spécifiques au projet Montagne d'Or, mais s'appliquent, dans le cadre du dispositif du crédit d'impôt, aux investissements productifs neufs réalisés dans un département d'Outre-mer » et ne peuvent être considérés comme indus.
Le directeur du développement de la compagnie Montagne d'Or estime que les avantages cumulés du crédit d’impôt et de la contribution au service public de l’électricité ne constitue qu'un montant de 129 millions d'euros. La compagnie nie la perception d'incitation à l'investissement au sujet du prix d’achat de l’électricité, du financement d’une partie de la ligne à haute tension qui alimenterait le site, et du financement d’une partie de la piste reliant Saint-Laurent-du-Maroni au site, précisant que la création de la piste et de la ligne électrique seront pris en charge par l'entreprise et donc à ce titre ne bénéficient pas de subventions publiques. Pour le WWF, 65 des 120 kilomètres de pistes seraient pourtant déjà financés par la collectivité.

#### Emploi et formations
La Compagnie Minière Montagne d'Or a annoncé en juin 2017 que son projet pourrait créer 750 emplois directs et induire 3 000 emplois pour la Guyane,. Ces affirmations vont au-delà de ce qui était annoncé en 2015 et 2016,. Selon la Compagnie Montagne d'Or, 57 métiers (pour la production, l’usine de traitement, le suivi environnemental, les services administratifs et la gestion de la base-vie) sont concernés par les 750 emplois directs. Ceux-ci devraient être recrutés en priorité en Guyane. Pour Carole Ostorero, présidente de la Fédération des Opérateurs Miniers de Guyane (FEDOMG), cette notion d'emplois indirects pourrait aussi recouvrir des « start-ups qui répondent au besoin de la mine » (utilisation du bois issu de la déforestation, ingénierie écologique et énergétique…). Philippe Chalmin considère le chiffre de 3 000 emplois comme raisonnable, sans compter les consommations induites que ce site peut représenter[réf. nécessaire].
Sur les 750 emplois directs prévus par la compagnie, celle-ci annonce que 2/3 concernent des emplois nécessitant une formation spécifique, dont 350 conducteurs d'engins et 150 des techniciens, ingénieurs et informaticiens. La compagnie prévoit par ailleurs 200 emplois directs et 700 emplois indirects (BTP, logistique...) durant la phase de construction.
Les opposants au projet soutiennent le fait qu'une mine n'existe que durant une période donnée et les emplois également. L'écologiste surinamais Erlan Sleur, interrogé par le collectif « Or de question », ajoute que dans ce pays limitrophe, les personnes recrutées localement lors de l'implantation d'Iamgold à Rosebel ont été licenciées deux ans après au profit de guyaniens considérés comme plus qualifiés.
Au titre de la responsabilité sociale et environnementale, la Compagnie Minière Montagne d'Or inclut dans son projet un volet de compensation en matière de responsabilité sociale. Dans ce cadre, la compagnie souhaite mettre en place un plan de formation comprenant des volets pour les ouvriers et ouvriers qualifiés, un volet au niveau licence professionnelle pour les techniciens et un volet pour la formation de cadres. Elle souhaite former une centaine de personnes par an. L'Université de Guyane lance de son côté à la rentrée 2017 une licence professionnelle « Valorisation des ressources du sous-sol » (VALORESS), et a reçu de la part de la compagnie un « kit contenant du matériel d’exploration » (échantillons de roches, marteaux, boussoles, loupes). La formation des conducteurs d'engins « devrait démarrer en 2019 pour un début de mine en 2022 », à partir des filières existant en Guyane, tandis que les métiers de techniciens s'appuieront sur une formation lancée à l'automne 2017 à l'Université de Guyane. La formation des ingénieurs est encore en phase de réflexion.
La Compagnie Montagne d'Or estime que les emplois pourraient se pérenniser, notamment au travers de projets qu'ils ont sur trois autres gisements miniers potentiels ou que les personnes formées pourront postuler en dehors du territoire sur d'autres projets,. Elle défend également la possibilité de reconversion des salariés à la fin de la mine, la majorité des emplois nécessaires au fonctionnement de la mine étant selon elle « reconvertibles dans d'autres secteurs de l'économie guyanaise, comme pour le BTP ».

#### Acceptation sociale
Selon la Compagnie Montagne d'Or, on ne retrouve aucune population permanente autour du site minier, ni le long de la route d'accès (dès le kilomètre 20, à part un établissement touristique aux chutes Voltaire. Outre les campements d'orpailleurs, les communautés locales les plus proches sont situées à Apatou, sur le fleuve Maroni, et à Saint-Laurent-du-Maroni. Des formations végétales basses et monospécifiques (essentiellement des bambous) sur les flancs du massif Dékou-Dékou ont cependant été remarquées par l'Office national des forêts fin des années 2010, et pourraient signaler la présence d'anciens villages amérindiens.
Deux séries de consultation auprès des représentants des collectivités locales, des acteurs économiques, des associations environnementales, des représentants des communautés et de la population ont été réalisées en 2014 et 2016 à Cayenne et Saint-Laurent-du-Maroni, et une troisième était prévue à l'automne 2017. Elles visaient à identifier les attentes en matière de retombées économiques, de gestion environnementale et de préservation de la biodiversité ou encore de sécurité. La compagnie annonce avoir fait évoluer son projet en intégrant ces demandes lors de la phase de conception.
Le WWF souhaite que le projet fasse l'objet de davantage de concertation, précisant qu'il « faut associer la population et les ONG à ce débat afin de pouvoir mesurer l’acceptabilité locale et sociale ».
Selon Michel Jebrak, géologue consultant de Columbus Gold, l'acceptation sociale de la mine est inversement proportionnelle à la distance entre celle-ci et la personne concernée.
Le club cycliste de Matoury signe début août 2017 un contrat de sponsoring avec la Compagnie Montagne d'Or concernant le Tour de Guyane,,. Rock Lefrançois, président de la Compagnie Montagne d'Or, a déclaré « nous souhaitons renforcer notre ancrage en Guyane », précisant qu'il allait mettre en place d’autres programmes de sponsoring et de contribution au développement économique, principalement dans l'Ouest guyanais. En janvier 2018 la Compagnie ouvre un bureau d'information à Saint-Laurent du Maroni.
En octobre 2017, l'IFOP publie une étude commanditée par le WWF portant sur l'opinion qu'ont les guyanais du projet Montagne d'Or et menée sur 603 personnes des arrondissements de Mana et Régina.
Ce rapport indique que trois quarts des personnes interrogées considèrent que le projet représente un risque important pour l'environnement en Guyane. Selon cette même enquête 11 % des personnes interrogées considère que l'extraction et la production d'or est prioritaire pour le développement de la Guyane.
À l'occasion du débat public, les partisans et détracteurs du projet s'opposent violemment, avec un soutien des acteurs économiques et des élus locaux du territoire et une opposition des autochtones et militants écologistes.

#### Durabilité de la filière
La durée d'exploitation de la mine, estimée à 12 ans, est plutôt faible par rapport aux standards du secteur, faisant dire au WWF que la mobilisation de financements publics doit se faire au regarde de la structuration d'une filière socio-économique durable.
Selon le magazine L'Usine nouvelle, le projet Montagne d'or pourrait néanmoins ouvrir la voie à d'autres projets et lancer une filière industrielle en Guyane. Ce point de vue est rejoint par la FEDOMG, pour qui ce projet pourra structurer la filière minière guyanaise sur le long terme et sera vecteur d'une nouvelle dynamique économique, structurante pour le territoire et pour permettre de voir l'émergence d'autres projets.

### Risques et enjeux environnementaux
La Compagnie Montagne d'Or met en avant une volonté de mettre en place une mine conçue « une approche socio-économique et environnementale responsable ». Pour appuyer leur approche, Columbus Gold participe au groupe de travail mis en place par Emmanuel Macron pour définir « la mine du xxie siècle », qui a donné lieu à un rapport publié en 2017.
Une étude d'impact environnemental doit préciser les impacts attendus et les mesures pour les éviter, réduire et compenser conformément au droit de l'environnement français et européen. Les autorités et les ONG étudieront avec attention ce document notamment en raison de la proximité d’une réserve biologique intégrale, comme le souligne le journal Les Échos.
Le projet de mine devra contenir une étude des dangers actualisée tous les 5 ans. Conformément à la circulaire du 10 mai 2010, le projet pourra comporter des scénarios de niveau "sérieux" et "modéré" dont la probabilité d’occurrence reste relativement faible (probabilité de classe E et D pour le premier, probabilité de classe E à B pour le second). Les autres scénarios (à gravité égale mais à probabilité plus importante, ou à probabilité plus importante) devront être soit interdits, soit faire l'objet d'une amélioration continue de la réduction du niveau de risque.

#### Cyanure / Site Seveso
Le projet tout entier est classé site Seveso en raison de la présence de cyanure destiné au traitement du minerai.
Selon le WWF, 46 500 t de cyanure seront nécessaires à l'extraction de l'or de la mine. Selon la Compagnie Montagne d'or, ce chiffre est surestimé. Mi 2018, reprenant une annonce faite en réunion d'information par la Compagnie Montagne d'or, Guyane Nature Environnement calcule à 36 000 tonnes la quantité de cyanure qui sera utilisé sur les 12 ans d'exploitation. En 2013 le BRGM indiquait qu'il n'existait pas d'alternative adéquate à l'utilisation du cyanure pour séparer l'or de la roche.

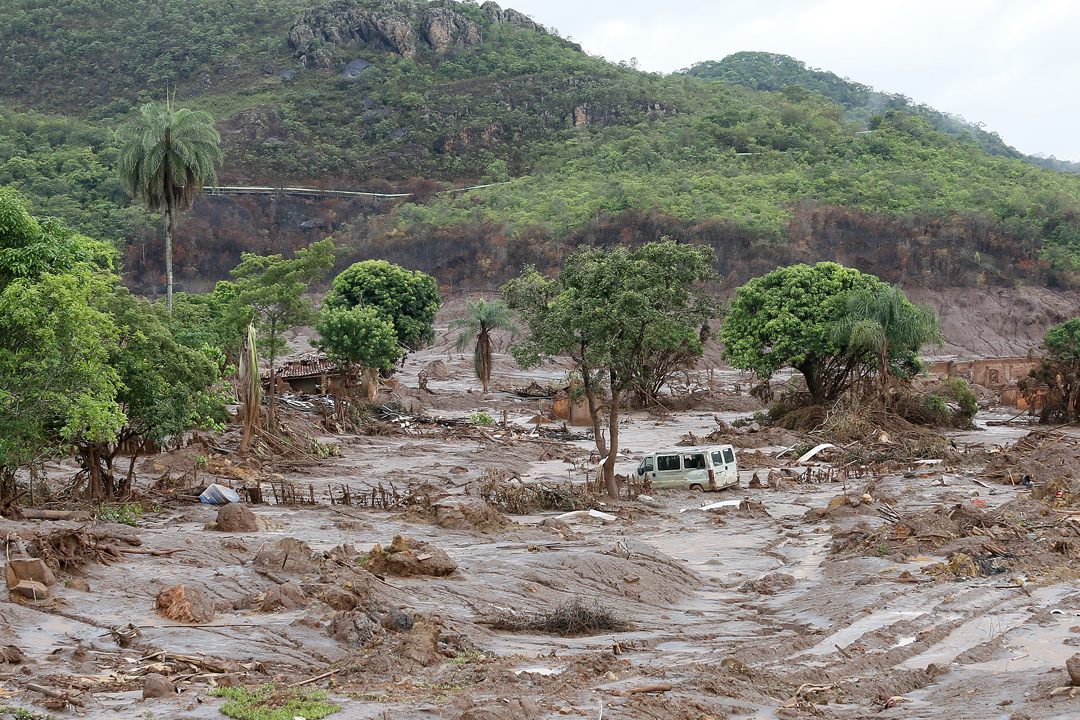
Résultats de la coulée de boue issue de la rupture de barrages de Bento Rodrigues en 2015

Les craintes des opposants au projet reposent notamment sur une catastrophe survenue au Brésil voisin en 2015, lors de laquelle la rupture d'un barrage a libéré des millions de tonnes de résidus de boues cyanurées,,. Le BRGM indique que « cette technique est éprouvée et largement utilisée à travers le monde ». L'Institut national de l'environnement industriel et des risques précise dans une étude de 2010 que « la technologie à base de cyanure est utilisée dans environ 400 installations de traitement de minerai y compris dans les mines d'or européennes les plus modernes dont la Finlande et la Suède ».
Selon la compagnie, les résidus issus du traitement par cyanuration seront traités et stockés dans le parc à résidus, sous une lame d'eau de quelques mètres et isolés du sol par des géomembranes synthétiques étanches, le cyanure sera recyclé et l'eau traitée. La concentration en cyanure des résidus en sortie de traitement ne dépassera pas 10 grammes par tonne, conformément à la réglementation. Afin d'éviter la production de gaz de cyanure d'hydrogène, toxique, le traitement nécessite de maintenir le pH entre 10 et 11 à l'aide de chaux, à raison de 346 kilo par heure. La Compagnie Montagne d'Or indique que le cyanure se dégrade naturellement en maximum 12 semaines par l'action combinée des UV, de l'oxygène et de bactéries. Cependant, le BRGM indique que le parc à résidu contiendra du cyanure non dégradé.
La compagnie prévoit que les digues retenant ces déchets résistent à des crues centennales(donc ayant chaque année, une probabilité de se produire de  {\displaystyle \textstyle {\frac {1}{100}}}) et assure qu'elle surveillera en continu les eaux souterraines pendant les cinq ans de réhabilitation grâce à différents points de forage. Selon Guyane Nature Environnement le dimensionnement des digues établi sur des données météorologiques de 1993 à 2015, elles ne peuvent avoir été prévues que pour des crues décennales (donc ayant chaque année, une probabilité de se produire de  {\displaystyle \textstyle {\frac {1}{10}}}).
La Compagnie Montagne d'Or, s'appuyant sur une étude réalisée par la société Riskope, précise que le risque de rupture de digue au niveau mondial est passé de 50 accidents dans la période 1960 -1980, à moins de 30 par décennie depuis les années 2000. Citant cette étude, la compagnie indique que 58 % des digues ayant subi des accidents ont été construites selon le mode "amont" (dont celle de Minas Gerais au Brésil ayant cédé en 2015). Les digues construites selon la méthode "aval", retenue pour le projet Montagne d'Or, ne présentent que 17 % des accidents selon la Compagnie citant toujours l'étude Riskope.
Guyane Nature Environnement, s'appuyant sur une étude du BRGM, indique qu'il serait possible d'entreposer ces résidus cyanurés « sous forme solide et non sous forme de boues liquides », ce qui limiterait les risques. La compagnie a jugé ce scénario problématique, d'une part à cause du climat pluvieux, et d'autre part à cause de la demande en énergie supplémentaire nécessaire pour sécher les résidus

#### Autres risques de pollutions
Les forages permettant de suivre la qualité des eaux souterraines devraient rester sur site. Initialement prévu pour une durée de 5 ans), le suivi sera réalisé pendant 30 ans après la fin des travaux à raison de 4 fois par an durant le premier tiers, deux fois par an durant le second et une fois par an durant les 10 dernières années. Selon l’association Ingénieurs sans frontières, les drainages miniers acides peuvent durer des centaines d'années et sont très difficiles à maîtriser.
Les mesures menées par la compagnie Montagne d'Or ont donné les teneurs moyennes en métaux lourds présents naturellement dans les roches stériles et les teneurs finales des résidus miniers issus des roches minéralisées:
| Élément | Teneur moyenne dans la fraction solide des résidus décyanurés (en ppm) | Teneur moyenne dans la fraction liquide du parc à résidus (surnageant) (en ppm) | Teneur moyenne dans les roches stériles de Montagne d’Or (en ppm) | Teneur moyenne dans la fraction liquide issue des verses à stériles (en ppm) |
| ------- | ---------------------------------------------------------------------- | ------------------------------------------------------------------------------- | ----------------------------------------------------------------- | ---------------------------------------------------------------------------- |
| Arsenic | 66                                                                     | 0,005                                                                           | 35                                                                | 0,006                                                                        |
| Cadmium | <0,5                                                                   | 0,0001                                                                          | 0,42                                                              | 0,0013                                                                       |
| Chrome  | 207                                                                    | 0,003                                                                           | 88,6                                                              | 0,098                                                                        |
| Cuivre  | 965                                                                    | 0,071                                                                           | 212                                                               | 2,02                                                                         |
| Mercure | 0,11                                                                   |                                                                                 | 0,02                                                              | 0,000049                                                                     |
| Plomb   | 14                                                                     | 0,216                                                                           | 8,25                                                              | <0,0001                                                                      |
| Zinc    | 11                                                                     | 0,012                                                                           | 127                                                               | 0,37                                                                         |

#### Milieux naturels

Types d'impacts impactés par les infrastructures minières et linéaires (pistes/ligne électrique) projetées

L'aménagement du site minier détruira de facto des habitats naturels sur la zone d’implantation de la fosse et des infrastructures adjacentes, soit 800 hectares. Selon l'association Maïouri Nature, le sol à nu de la fosse sera source d'air sec et chaud pouvant influencer en plus le fonctionnement de la forêt jusqu'à 300 mètres au-delà de la lisière.
La compagnie Montagne d'Or reconnaît que l'implantation de ces nouvelles activité « pourrait entraîner la dégradation des habitats situés à proximité du projet, soit par fragmentation des habitats (...) soit par effets-lisière » et entraîner une rupture des corridors écologiques mais indique également que la présence d'orpaillage illégal sur site provoque déjà ce genre de phénomènes. Ainsi, elle estime que 55 % de l'emprise du projet se situera en zone d'habitats dégradés à faible valeur écologique. Elle prévoit également que le projet entraine des modifications de conditions hydrologiques des criques (changement de débit) et de la qualité des habitats aquatiques (érosion et transport de sédiments).
Les infrastructures linéaires (routes et lignes électriques) devraient s'installer sur des zones comptant actuellement environ 70 % « d’habitats dégradés à faible valeur écologique » et 30 % « de forêts à caractère primaire, à forte valeur écologique » selon la compagnie Montagne d'Or. Cependant la compagnie prévoit que la réfection de la piste rétablisse les corridors écologiques aquatiques au niveau des criques coupées par l'absence d'aménagements adaptés.
Parmi les impacts du projet, la compagnie note également les nuisances sur les espèces liées à l'anthropisation (polluants atmosphériques, émissions de poussières, bruit, vibrations, lumière, et présence humaine), le risque de collision avec les véhicules et la ligne électrique, l'augmentation de la pression sur les ressources naturelles (coupe de bois, chasse, pêche).
Dans le cadre de la séquence éviter-réduire-compenser, la compagnie prévoit plusieurs mesures d'évitement: surface du projet « compacte » de 800 hectares, l'installation des infrastructures sur des zones dégradées par l'orpaillage, « déplacement de la verse à stériles, initialement prévue à l’est de la fosse d’exploitation, afin de préserver le corridor » écologique, tracé de la piste de la ligne électrique le long des « barranques » (bassins de décantation utilisé en orpaillage).
Au niveau des mesures de réduction, la compagnie prévoit:
- des mesures de gestion de la déforestation : transplantation/relocalisation des espèces à enjeu de conservation, plan de défrichement, évitement des périodes de nidification, broyage du bois abattu en paillis, etc. ;
- des mesures de gestion de l’érosion : aménagement de fossés de drainage, devers et bassins de décantation ;
- des mesures d’atténuation des nuisances pour la faune et la flore : limitation de vitesse, corridor aériens, contrôle voire interdiction de chasse ;
- des mesures de réhabilitation et revégétalisation et revégétalisation du site afin de limiter l'érosion. La compagnie Montagne d'Or affiche son engagement de réhabiliter le site dès les premières années de production et assurera un suivi sur 30 ans[179] ;
- des mesures de gestion des habitats aquatique : favoriser les périodes d'étiage pour les travaux, maintient de l'écoulement, le rétablissement des conditions d'écoulement des cours d'eau lors de la réhabilitation du site.

Les mesures de compensation envisagées pourraient comprendre la restauration de barranques d’orpaillage illégal, l'appui financier à la réserve biologique intégrale de Lucifer Dékou Dékou, le financement d'une étude de préfiguration pour la création d’une nouvelle réserve englobant le massif de la Sparouine, le bassin versant de la crique Voltaire et les forêts basses sur saprolite autour de la piste Paul Isnard.
Les opposants au projet indiquent lors du débat public que la déforestation est contraire aux engagements de la France en matière de lutte contre le changement climatique prévu notamment lors de la COP21.

#### Inondations et glissement de terrain
Les opposants au projet redoutent un risque d’inondation et de glissement de terrain, pouvant affecter les bassins de retenue des déchets miniers, dans un contexte de réchauffement climatique. La zone ne possède pas de plan de prévention de mouvement de terrain et n'a donc pas de classement particulier.
La Compagnie Montagne d'Or reconnaît qu'un glissement de terrain est possible au niveau des parements de la fosse et « pourrait être aggravé par des pratiques de tirs de mine non adaptées ou par des infiltrations d'eau ». Par contre, elle considère ce risque improbable au niveau des verses à stériles en raison de géométrie des talus formatée pour y répondre. Afin de réduire les risques au niveau de la fosse elle préconise diverses mesures (fosse en gradins, talus végétalisés et drainés, surveillance constante).

#### Explosifs
Selon le WWF, 57 000 tonnes d'explosifs sont prévues dans le cadre de l'extraction du minerai de la mine. Le magazine Usine nouvelle considère ces chiffres dépassés et surestimés, et seraient plutôt de l'ordre de 4 750 tonnes.
L'utilisation d'explosifs peut entraîner des projections de débris ayant de graves conséquences humaines, voire déclencher d’autres accidents (effet domino). Ce type d'événement est par contre couramment évalué dans le cadre d’autorisation d’ouverture de carrières et de mines.
La compagnie prévoit la fabrication des explosifs sur place à partir de matière première inerte importée. La fabrication se fera à l'aide d'unités mobiles de fabrication d'explosifs, se déplaçant entre l'usine de fabrication d'émulsion mère (non activée/explosive) et la fosse. La compagnie remarque que le risque d'explosion principal concerne le véhicule contenant les détonateurs lors de leur acheminement sur site.

### Enjeux énergétiques

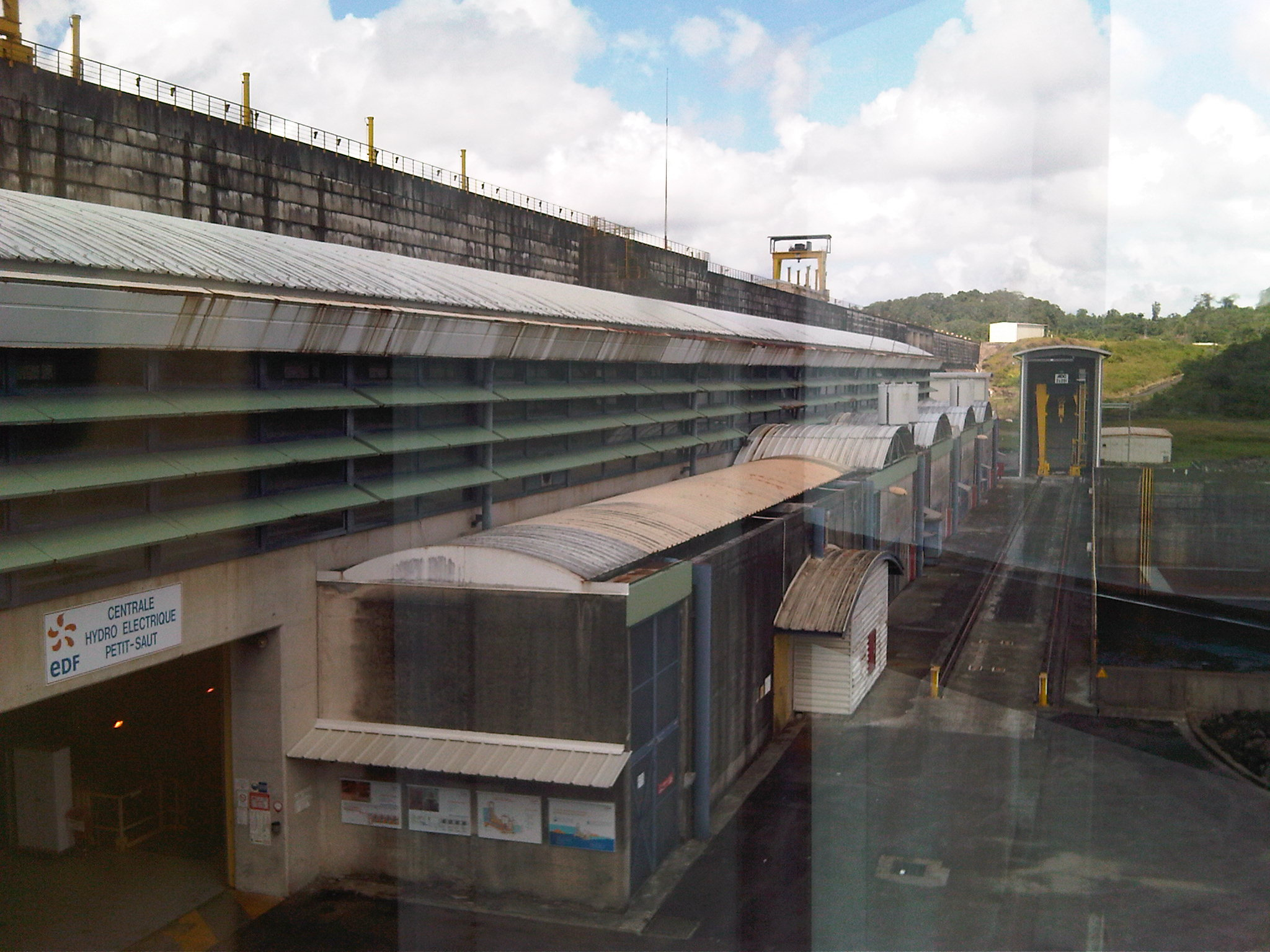
barrage hydroélectrique de Petit-Saut.

L'énergie nécessaire à l'extraction, le transport et le broyage du minerai (constitué de roche dure, contrairement aux exploitations aurifères en Guyane jusqu'à présent) est estimée à 20 % (selon l'association France Nature Environnement) ou 8 % (selon la Compagnie Montagne d'Or) de la production guyanaise de 2016, ou l'équivalent de la consommation journalière de Cayenne . La Fédération des Opérateurs Miniers de Guyane demande que des investissements importants soient faits en matière d'installations énergétiques, et que la réécriture du Plan Pluriannuel de l’Énergie soit « favorable à l’implantation d’usines de production d’énergie ». Elle soutient le fait que ces développements peuvent être structurants pour la région.
Le barrage hydroélectrique de Petit-Saut n'est pas capable de produire une énergie continue toute l’année, la saison sèche diminuant son rendement. La construction d'un second barrage est une option envisagée, de même que la construction d'une centrale biomasse. Selon le collectif « Or de question », « des demandes de rétrocession de 200 000 hectares de forêts primaires ont déjà été effectuées » pour alimenter une telle centrale.
Au Suriname voisin, les compagnies minières alimentent leurs mines par des sources renouvelables d'énergie construites pour l'occasion : le barrage de Brokopondo (retenue de 1 600 km2 produisant 180 mégawatts) pour Suralco et une ferme solaire pour la mine d'or de Rosebel exploitée par Iamgold (5 mégawatts). Le collectif « Or de question » souligne le fait que ces barrages hydroélectriques produisent de grandes quantités de méthane à cause de la matière organique enfouie sous l'eau.
Le réseau électrique guyanais le plus proche est situé à plus de 120 kilomètres. Selon les sources, la construction d'une ligne électrique reliant le site de la mine au réseau régional serait prise en charge par la Compagnie Montagne d'Or, ou par la collectivité. Une première analyse du WWF indiquait que les promoteurs envisageaient de payer 40 millions d'euros sur les 70 que coûteraient les travaux (le reste étant pris en charge par les pouvoirs publics ou EDF). La compagnie a finalement changé de position pour confirmer lors du débat public que la construction de la ligne électrique serait prise en charge par l'entreprise[réf. souhaitée]. Il s'agirait d'une ligne 90 kV, similaire à celle reliant Saint-Laurent-du-Maroni et Cayenne.
En outre, en Guyane, les consommateurs d'électricité bénéficient d'un mécanisme de solidarité nationale (contribution au service public de l'électricité ou CSPE) qui leur permet d'accéder au tarif métropolitain (environ 0,1 €/kWh pour ce type de consommation industrielle). En 2014, la CSPE finançait 100 millions d'euros des 170 millions d'euros de dépenses d'EDF. Selon le WWF France, le projet minier bénéficierait d'un prix d'achat de l'électricité de 0,113 euro/kWh soit, pour une consommation envisagée de 1 674 220 000 kWh, un gain pour l'entreprise de 129 millions d'euros par rapport à une énergie produite uniquement via une centrale thermique autonome au fuel.

## Prises de position publiques sur le projet

### Au niveau national

#### Gouvernement

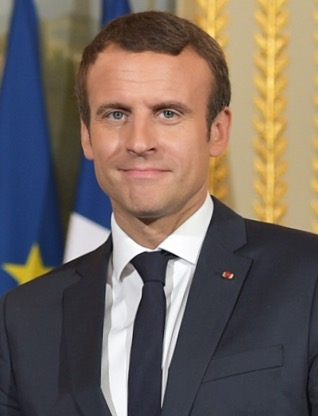
Emmanuel Macron

En 2015, Emmanuel Macron, alors ministre de l'économie, visite le projet de site minier et soutient le développement d'une « mine responsable » sur le filon de Montagne d'Or. Il annonce à cette occasion que le gouvernement « va tout faire pour qu'un projet de cette envergure puisse voir le jour ». Sa collègue ministre de l'environnement, Ségolène Royal, précise quelques jours plus tard que ces propos n'engagent que lui et qu'il faudra vérifier les promesses de la compagnie minière concernant les 3 000 emplois directs et indirects produits par l'exploitation.

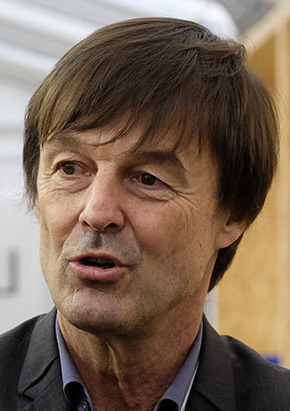
Nicolas Hulot

Nicolas Hulot, ministre de l'environnement, prévoit une réforme du code minier à l'automne 2017. En septembre 2017, selon des sources du magazine économique Challenges, le ministre serait opposé au projet mais « c'est l’Élysée qui va trancher ». Lors de sa venue en 2017, Emmanuel Macron se dit favorable au projet : « C'est un projet qui, je le pense, sur ses fondamentaux, peut être bon pour la Guyane ». Nicolas Hulot confirme cette opposition publiquement en novembre 2017 (quelques semaines après le soutien au projet réitéré par Emmanuel Macron), précisant que pour lui les impacts environnementaux ne peuvent être contrebalancés par un bénéfice économique « assez réduit ».
En juin 2018, le président Emmanuel Macron annonce qu'il donnera sa décision sur le projet en octobre 2018, précisant que « seules des exploitations exemplaires en terme environnemental et socio-économique pourront être envisagées en France » et qu'il « faut permettre au territoire de se développer, permettre de créer de l'emploi » mais de manière responsable.
En 2017, la ministre des Outre-mer, Annick Girardin, soutient la position des élus locaux d'organiser un débat sur le sujet en Guyane.
En juillet 2018, elle précise que, selon elle, « tel qu'il est construit, tel qu'il est porté, le projet n'aboutira pas ».
En septembre 2018, François de Rugy remplace Nicolas Hulot comme ministre de l'environnement. Il souligne les tensions provoquées par le projet, indique qu'il ne devrait pas être mené tel que prévu, mais doit être repris « d'une façon ou d’une autre ». Défenseurs et opposants au projet souhaitent que l'opinion du ministre soit plus tranchée.
Le 23 mai 2019, à l'occasion du premier conseil de défense écologique, François de Rugy souligne « l'incompatibilité du projet minier avec les exigences de protection environnementale ». Il affirme par la suite que le projet « ne se fera pas ». Plus généralement, il s'agit d'« intégrer les exigences environnementales dans tous les processus miniers » à venir, dans le cadre de la réforme du code minier qui doit être présentée en Conseil des ministres en décembre.

#### Autres organisations
Outre les positions politiques, le projet est soutenu par le Medef et la Chambre de commerce et d'industrie.
En 2016, le 2 juillet, le journaliste Fabrice Nicolino lance un « Appel à Nicolas Hulot, Allain Bougrain-Dubourg, Pierre Rabhi et tous autres » pour s'opposer au projet, après la parution d'un premier article dans l'hebdomadaire Charlie-Hebdo.
Fin 2017, la section française de l'Union internationale pour la conservation de la nature (UICN) émet un avis défavorable au projet, adressant un courrier argumenté à Emmanuel Macron.
La Commission nationale consultative des droits de l'Homme, organisme public indépendant, recommande un moratoire, une réforme du code minier et un renforcement des moyens de lutte contre l'orpaillage illégal, avec le lancement d'une étude de l'impact des exploitations d'or sur la faune et la flore.
La fédération France Nature Environnement s'interroge sur l'application du concept de « mine responsable » par la société Montagne d'or, notamment en ce qui concerne la transparence, le respect du droit de toutes les parties, la certification, l'évaluation environnementale et sociale, la responsabilité en cas de pollution, l'équité et le « permis social d'exploiter ». Elle questionne aussi le fait que la mine citée en exemple comme « responsable » par la Compagnie Montagne d'or soit la mine de Merian au Suriname, la qualifiant de « catastrophe environnementale » selon les images fournies par l'association locale PROBIOS.

#### Autres personnalités
L'humoriste et vulgarisateur scientifique Max Bird, qui a réalisé de nombreuses photographies de la faune guyanaise, a publié sur YouTube une vidéo dans laquelle il réfute les principaux arguments avancés par les partisans du projet.

### Au niveau local

#### Collectivité territoriale de Guyane
Le journal local Le Kotidien pose fin 2016 la question de l'implication des élus territoriaux, peu présents jusqu'à cette date aux conférences d'échanges sur le développement des mines en Guyane.
Début 2017, Hélène Sirder, première vice-présidente de la collectivité de Guyane déléguée au Développement Durable, aux Mines et à l'Énergie, défend le fait que « ce projet minier, c’est le développement de la Guyane ».
Après l'élection présidentielle française de 2017, le président de la collectivité territorial de Guyane (CTG) Rodolphe Alexandre, ayant rencontré le Président de la République, indique que le projet de mine « fera l'objet d'un débat très sensible ». Il soutient le projet de mine industrielle, précisant qu'il « faut un vrai débat démocratique pour que les Guyanais puissent se réapproprier leurs potentialités ».
À la suite des annonces du WWF France, Rodolphe Alexandre demande d'attendre le débat public local, de cesser « ces pressions extérieures et (vos) sondages tronqués » et de ne pas faire « fi de la maturité des guyanais ». Début 2018, le président de la CTG a par ailleurs accusé les associations amérindiennes d'être manipulée par les écologistes, ce qui lui a valu d'être critiqué par les associations autochtones. Il a également considéré que le président de la Commission nationale du débat public falsifiait le débat en donnant trop la parole aux opposants au projet, ceux-ci étant « instrumentalisés » par des « altermondialistes ».
Le président de la CTG a annoncé vouloir travailler avec l'état pour réformer le code minier afin d'augmenter sensiblement les retombées économiques des projets d'extraction en Guyane, mais également vouloir faire entrer la collectivité au capital de la Compagnie Montagne d'Or, même symboliquement.
Sur la question environnementale, Rodolphe Alexandre considère que les normes françaises et européennes sont suffisamment strictes pour assurer un impact minimal de la mine.
La présidente de la commission nationale du débat public souligne le manque de coopération général des décideurs locaux dans le cadre du débat, indiquant des refus de principe. Le compte rendu du débat débat public indique que les représentants politiques de la collectivités ont considéré celui-ci comme une « initiative de l’État central perturbant leur désir d’autonomie » et y ont peu participé.
À la suite de l'annonce de la cour d'appel du tribunal de Bordeaux en 2024, la collectivité de Guyane s'attriste sur la fin a priori du projet, considérant qu'il aurait pu être un moteur économique pour le territoire.

#### Autres représentants politiques

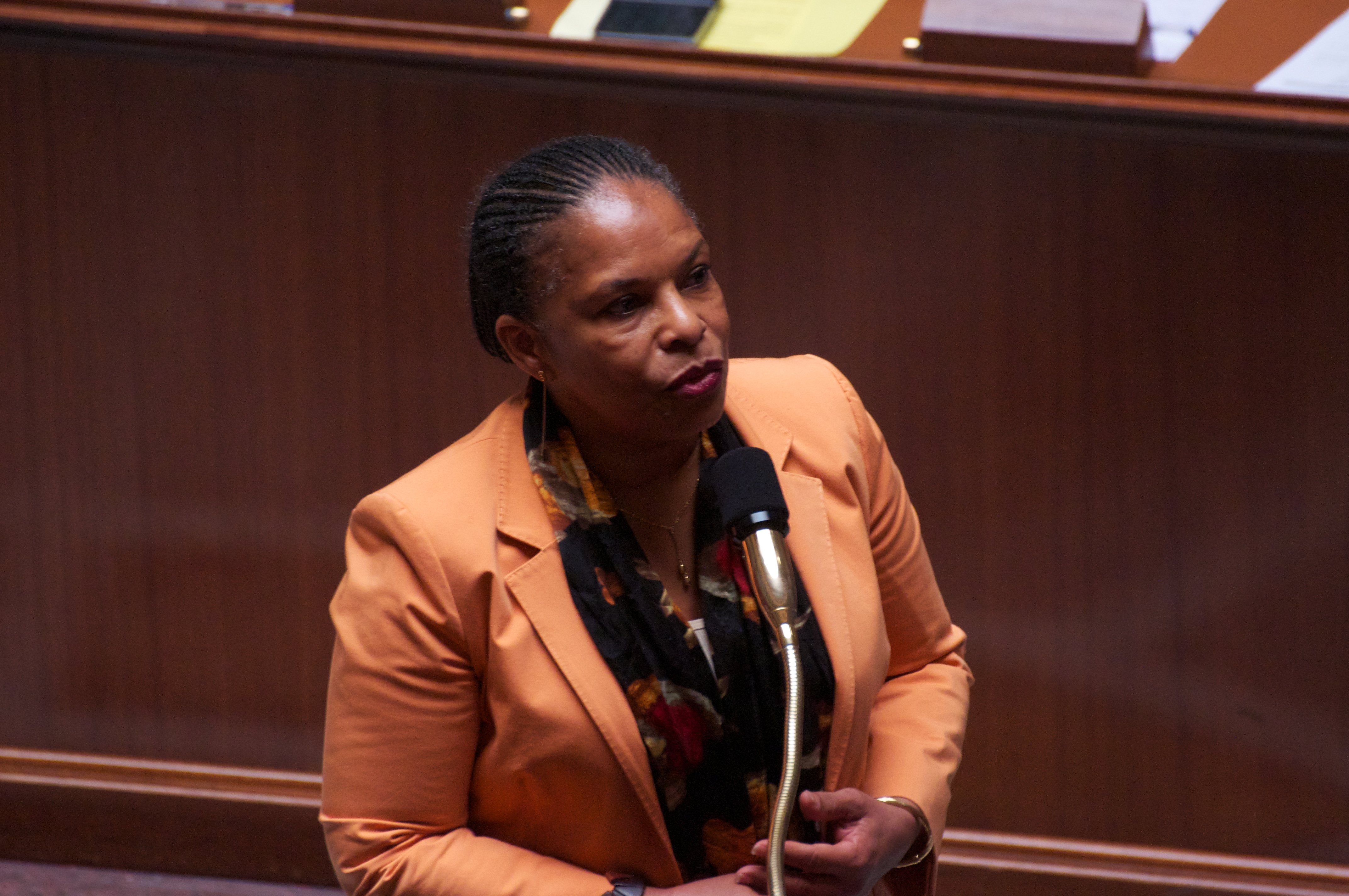
Christiane Taubira, fondatrice du parti Walwari, opposée au projet

En juin 2018, Gabriel Serville, député de la 1re circonscription a demandé un moratoire pour obtenir des réponses à ses questions, ajoutant être opposé au projet dans son état actuel et ne pas se positionner contre immédiatement, espérant qu'il soit amendé.
À l'occasion d'une audition publique lors du débat public, Lénaik Adam, député de la 2e circonscription, a réaffirmé son soutien au projet tout en précisant qu'il souhaitait que le projet profite aux Guyanais et que des solutions soient trouvées de manière collégiale « au niveau des garanties qu'au niveau des conditions d'exploitation de cet or ».
Le sénateur Georges Patient considère que le développement de la Guyane est « gelé volontairement par les pouvoirs publics » et que seul un développement endogène basé sur des activités variées, donc industrielles peut favoriser le territoire, ajoutant « accueillons ce projet avec bienveillance mais sans naïveté. Faisons en sorte qu'il profite à la Guyane et à sa population, imposons nos conditions et restons vigilants ».
L'Association des maires de Guyane adresse fin août 2017 une lettre au premier ministre demandant que la Commission nationale du débat public « nomme un ou deux garants pour la tenue d’un débat organisé par les Guyanais, pour la Guyane », insistant sur le fait que ce débat doit être local et « co-construit entre les élus, les services de l’État, les socio-professionnels, les représentants de la société civile et la Compagnie Minière Montagne d’Or ». Pour David Riché, président de l'association, les chiffres du chômage en Guyane sont alarmants et ce projet industriel « permettrait de débloquer un petit peu la situation ».
Léon Bertrand, maire de la commune de Saint-Laurent-du-Maroni où se trouve le projet, se déclare favorable et dit préférer « un projet d'exploitation légal encadré par la loi » à « un orpaillage illégal dont nous connaissons les ravages ». Il précise qu’indépendamment de sa conviction personnelle, les Guyanais doivent être correctement informés et se prononcer eux-mêmes sur l'acceptabilité du projet. Il justifie sa position par le fait qu'il aurait aimé « comme tout le monde que la biodiversité, que les métiers verts dont on nous rabâche la création depuis des années puissent exister » et que « au lieu d'avoir une catastrophe environnementale, nous risquons d'avoir une catastrophe humaine ».
Pour Philippe Joan, directeur de cabinet de Léon Bertrand, cette mine est nécessaire face au taux de chômage des jeunes de la commune, précisant que politiques et ONG n'avancent pas d'alternatives concrètes malgré des critiques des grands projets industriels.
À l'occasion du débat public de 2018, Paul Dolianki, maire de la commune d'Apatou, s'est déclaré favorable au projet, tout comme l'ensemble du conseil municipal de la commune.
Patrick Lecante, maire de Montsinéry-Tonnegrande a publié en avril 2018 une tribune montrant son opposition au projet, soulignant trois risques importants : « il divise fortement la société guyanaise, lui donne de faux espoirs d’embellie économique, et il place ce territoire à contretemps de l’histoire »,.
Richard Joigny, pour le Parti progressiste guyanais, s'est dit opposé au projet.
Line Létard du parti politique guyanais Walwari se positionne contre ce projet minier, mais pas contre l'exploitation minière, filière qui doit être développée « en partenariat étroit avec les politiques de ce pays ». Elle se dit favorable à « une exploitation raisonnable et raisonnée de l'or guyanais par une compagnie minière de Guyane ». Christiane Taubira, fondatrice du même parti, estime que les chiffres avancés dans le débat ne peuvent cacher le fait que « la mine est un cratère dans la forêt d'Amazonie » et qu'« avec les mêmes sommes l'Etat peut financer la formation des jeunes sans emploi ».
Michel Dubouillé, de Guyane écologie (affilié à Europe Écologie Les Verts) souhaite une « gestion rationnelle des ressources » sans mise sous cloche, et s’oppose aux projets de mines d’or industrielles et de pétrole off-shore.
Début 2018, Paulin Bruné, ancien député guyanais, crée l'association « Les amis de la Montagne d'Or » en soutien au projet.

#### Populations autochtones
Elles s'opposent fortement au projet ; le Conseil Consultatif des Populations Amérindiennes et Bushinengué (CCPAB), ainsi que l'Organisation des Nations Autochtones de Guyane, ont annoncé fin 2016 être opposés au projet de mine industrielle sur le site de Montagne d'Or. La Fédération des Autochtones de Guyane (FOAG), membre du collectif, refuse « catégoriquement la naissance de ce projet qui entrainera une destruction massive de l’exceptionnelle biodiversité de la Guyane », soulignant les risques illustrés par des accidents qui se sont déroulés dans d'autres pays d'Amérique du Sud durant les années précédentes. À l'occasion de la 7e édition des Journées des Peuples autochtones, 13 chefs coutumiers amérindiens sur les 15 présents se sont positionnés contre le projet de mine industrielle,.
La « Jeunesse Autochtone de Guyane » (JAG) a montré à plusieurs reprises son opposition au projet.
Les organisations autochtones de Guyane critiquent les positions de Rodolphe Alexandre et le fait qu'il les considère comme manipulées par les écologistes,. Parmi les opposants, Christophe Pierre, de la Jeunesse autochtone de Guyane, considère que « c'est vraiment un choix de société que les Guyanais devront faire ».
A l'occasion du débat public, plusieurs associations représentant les populations autochtones se sont dites opposées au projet: l'association Kulalasi et les organismes pour la défense des droits des peuples premiers de la Guyane Française réunis en collectif. Ils soulignent notamment l'impact sur la biodiversité et un manque de respect des droits et des intérêts des peuples premiers de Guyane,.
La présidente de la commission nationale du débat public indique que les populations bushinenge ou hmong ont moins participé aux débats que les représentants des populations amérindiennes. Elle indique également avoir constaté une « volonté de discréditer la parole des populations autochtones » lié à une « hiérarchie implicite entre les différentes population guyanaises ». Les arguments avancés seraient qu'ils ne sont « pas concernés puisqu’ils n’habitent pas à proximité immédiate » du projet et qu'ils « n’auraient pas une opinion argumentée ».
Dans le cadre d'une rencontre prévue dans le cadre du débat public entre la commission particulière, les chefs coutumiers et le maitre d'ouvrage, ce dernier s'est désisté au motif que cette réunion ne regroupait pas l'ensemble des chefs coutumiers (dont bushinenge) et ne se déroulait pas en terrain neutre. Cet incident a été rappelé à plusieurs reprises durant le débat public.

#### Soutien économique au projet
Le MEDEF Guyane s'est positionné en faveur du projet lors du débat public, en précisant faire « le pari (...) que ce dernier arrive à concilier ces deux dimensions, en proposant un projet de mine industrielle moderne, faisant appel à des technologies soucieuses de préserver l'environnement et s'inscrivant dans un dialogue continu avec les parties prenantes ». Sa présidente, Thara Govindin ajoute que le projet « s'inscrit tout à fait dans cette dynamique en termes d'emploi, de formation, de retombées économiques pour nos entreprises ».
L'association d'acteurs de la filière aurifère ORkidé de Guyane apporte son soutien au projet Montagne d'Or, précisant qu'ils voient dans le projet un rôle de catalyseur pour le territoire, « entraînant dans sa dynamique des entreprises existantes et en suscitant des créations de sociétés nouvelles ». La Fédération des opérateurs miniers de Guyane (FEDOMG) se positionne de manière similaire, prévoyant que le développement du projet attirera d'autres activités connexes, comme des laboratoires spécialisés qui pourront répondre à d'autres besoins que ceux de la mine.
La Chambre de commerce et de l'industrie de Guyane s'est prononcée également en faveur du projet, sous condition que les porteurs du projet s'engagent sur un « certain nombre de points dans les domaines du développement territorial, social, environnemental et de la sécurité ».

#### Collectifs d’opposition locaux
Jusque fin 2017, l'opposition au projet minier est organisée autour du collectif « Or de question » composé d'une centaine d'organisations,. En juillet 2017, la Ligue des droits de l'Homme rejoint le collectif, jugeant que le projet risque d'avoir des impacts irréversibles sur l'environnement et sur les habitants. Elle demande un débat global et national sur le projet.
Une pétition lancée en mars 2017 par le collectif a récolté plus de 180 000 signatures à la fin aout 2017, lors de la clôture pour la consultation publique de l'exploitation de l'or secondaire sur le site.
Les critiques des opposants au projet portent sur :
- les atteintes directes à l'environnement[237],[228],[235],[47] (destruction de la biodiversité et des habitats naturels), à proximité de la réserve biologique de Lucifer Dékou-Dékou[120] (à 440 m[238]) ;
- la crainte du risque de pollution par les déchets produits (notamment issu du procédé de cyanuration[239], mais aussi issu du drainage minier acide) ;
- des doutes sur les retombées économiques (surtout à long terme) et envers les promesses d'emplois envisagés[237],[47] ;
- l'atteinte aux droits coutumiers[235],[197] : le Conseil Consultatif des Populations Amérindiennes et Bushinengué critique le fait que les institutions et collectivités coutumières n'aient pas pu donner leur consentement préalable[237] ;
- la rhétorique de la sécurisation du territoire face à l'orpaillage illégal par l'installation d'une industrie légale[240]. Le journal CQFD précise que les interactions entre le légal et l’illégal « ne sont pourtant un secret pour personne »[240]. L'auteur Yves Géry considère même qu'autoriser le projet de mine industrielle revient à donner informellement le droit de pratiquer l'orpaillage sauvage[239] ;
- la crainte que ce projet incite d'autres compagnies minières dans la même voie[130].

Le collectif « Or de question » a publié une liste de 20 arguments d'ordre économique, écologique et social à l'encontre du projet de mine industrielle. Il demande l'arrêt total du projet minier.
La Fondation Danielle-Mitterrand - France Libertés a annoncé à la fin de l'été 2017 soutenir le collectif et lui a attribué le prix Danielle Mitterrand 2017.
En décembre 2017 se crée également le collectif « Amazone à défendre » créé pour « s’opposer au méga projet minier de la Montagne d’or et proposer des alternatives de développement pour la Guyane Française »
En mars 2018, Harry Hodebourg, cofondateur du collectif « Or de Question », crée l'association Non à l'exploitation de la Montagne d'or (NEMO), qui se veut « avant tout un rassemblement de citoyens opposés au projet minier de la compagnie Montagne d'Or, mais pas à tous les autres projets industriels en Guyane ». Au niveau social, il souligne que ce projet imposerait à  la Guyane  « un modèle de société  qui n’est pas le sien » et favoriserait les formations des métiers de la mine au détriment de métiers « indispensables au développement de la Guyane » comme l'« éducation, santé, nouvelles technologies, énergies renouvelables, agriculture et pêche, tourisme ». Au niveau environnemental il souligne notamment les effets sur la biodiversité, sur la production de gaz à effet de serre et l'ajout d'intrants chimiques.

#### Associations de protection de la nature
En 2015, Laurent Kelle du WWF Guyane souhaite examiner des propositions concrètes sur les questions socio-environnementales, notamment de Nord Gold, car selon lui « les mines du xxie siècle, soit elles sont vraiment responsables, soit elles ont peu de chances de se mettre en place ». En 2017, le WWF France a publié une analyse fondée sur deux documents produits par la Compagnie Montagne d'Or : une évaluation économique préliminaire datant de juillet 2015, et une étude de faisabilité bancaire publiée en avril 2017. Selon cette analyse, le projet Montagne d'or est fragile économiquement, et bénéficierait de subventions massives sans lesquelles il serait dépourvu de rentabilité économique, amenant l'association à demander que des fonds publics ne soient pas mobilisés pour un tel projet « à faible durée et à très fort impact environnemental ». Se basant sur cette analyse et sur un sondage commandité auprès de l'IFOP, le WWF France publie en janvier 2018 une tribune intitulée « Montagne d’Or, prochain Notre-Dame-des-Landes ? ». Le directeur général du WWF estime que 420 millions d'euros de subventions publiques sous différentes formes seront mobilisées pour créer 750 emplois directs et qu'avec cet argent « on peut en créer beaucoup, beaucoup plus, dans d'autres secteurs, sans détruire le capital naturel exceptionnel de la Guyane ».
En mai 2018, dans le cadre du débat public, le WWF synthétise sa position dans un cahier d'acteur nommé « Montagne d'or, désastre écologique et mirage économique ».
L'association Kwata et le comité française de l'UICN défendent le fait que ce projet aura des conséquences écologiques « désastreuses et irréversibles » et qu'il est incompatible avec les engagements internationaux de la France, tout en précisant qu'il ne s'agit que d'une fausse réponse aux enjeux actuels.
Les fédérations Guyane Nature Environnement (regroupant les associations agréées de protection de la nature en Guyane : Kwata, SEPANGUY et GEPOG) et France Nature Environnement ont produit plusieurs cahiers d'acteurs durant le débat public, remettant en cause le modèle de « mine responsable » mis en avant par la Compagnie Montagne d'Or,,,.

#### Autres organismes locaux
Gilles Kleitz, directeur du Parc amazonien de Guyane, souhaite qu'avant de délivrer un permis, des enquêtes soient menées pour « s’assurer que les investisseurs n’aient pas un lourd passif environnemental ».
Le secrétaire général aux affaires régionales, placé sous l'autorité du préfet de région, demande à ce qu'il y ait « une industrie minière qui soit la plus encadrée, la plus responsable, et la plus durable possible ».
L'évêque de Cayenne, Emmanuel Lafont, a publié le 28 mai 2018 une Lettre Pastorale sur la Préservation de la création en Guyane. Faisant référence à l'encyclique du pape François Laudato Si' sur La protection de la Maison commune, ainsi qu'au document préparatoire du prochain Synode des Evêques sur l'Amazonie, l'évêque attire l'attention sur le fait qu'un tel projet continuerait la longue série de l'exploitation abusive des richesses de l'Amazonie par les multinationales du monde entier, s'opposerait au cri des peuples d'Amazonie pour que leur culture et leur environnement soient enfin respectés, tournerait le dos aux exigences réelles d'un développement humain et intégral, et ne contribuerait pas à un véritable développement durable de la Guyane mais favoriserait, une fois de plus, les actionnaires étrangers à l'Amazonie. Il déplore que tandis que la majorité de l'humanité sait qu'il faut changer de style de vie pour préserver la survie de la création et de l'humanité, un tel projet continue d'aller en sens inverse des intérêts de tous pour le profit de quelques-uns.
Le syndicat Force Ouvrière s'est positionné positivement sur le projet mais émet néanmoins des réserves sur la question environnementale en lien avec la santé des travailleurs et sur le fait qu'aucun contrôle sur site ne sera fait par les pouvoirs publics mais uniquement par des experts indépendants mais missionnés par la Compagnie Montagne d'Or.
Le syndicat l'Union des travailleurs guyanais considère la mine comme un « projet colonialiste et écologiquement dangereux »,.